# Skulptur Projekte

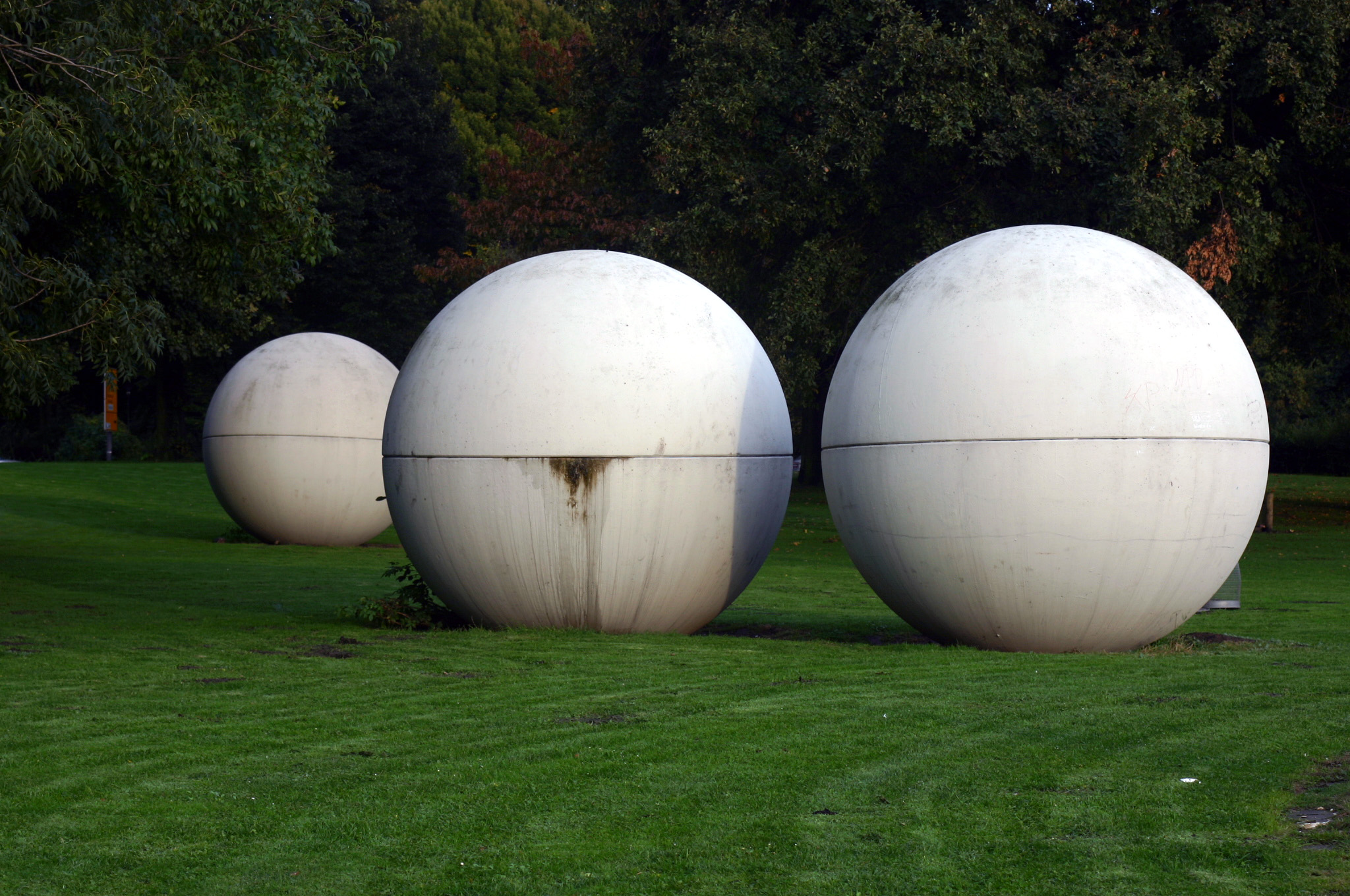
Giant Pool Balls von Claes Oldenburg am Aasee (Foto: 2005)

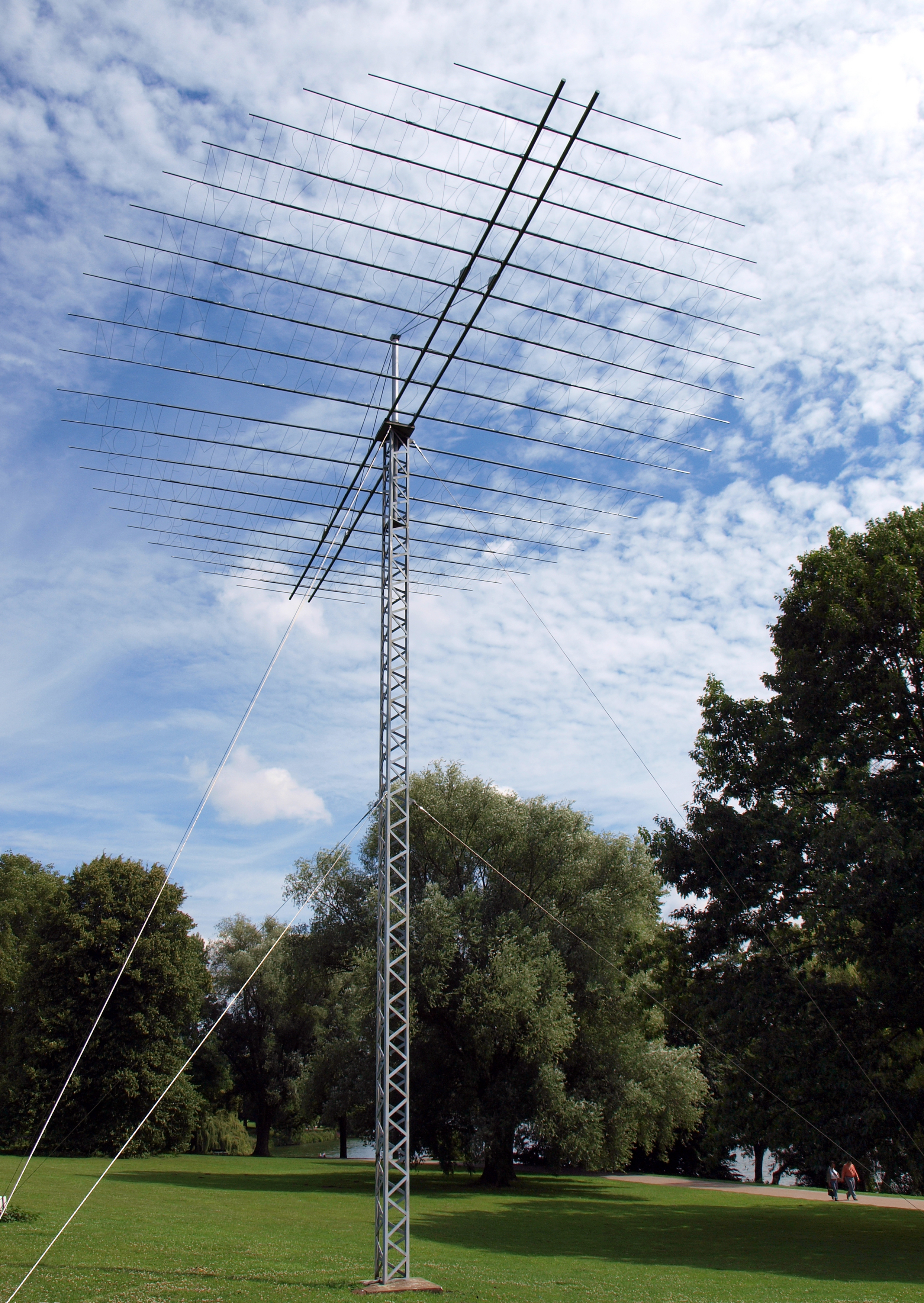
Skulptur Blickst du hinauf und liest die Worte… von Ilya Kabakow (1997) (Foto: 2009)

Die Skulptur Projekte sind eine internationale Kunstausstellung von Skulpturen und Plastiken im öffentlichen Raum, die seit 1977 im Abstand von zehn Jahren im westfälischen Münster stattfindet. Die Ausstellung findet jeweils parallel zu jeder zweiten documenta in Kassel statt. Dabei werden Künstler nach Münster eingeladen, die an einem selbst gewählten Ort innerhalb der Stadt ein künstlerisches Projekt realisieren. Viele der Werke sind nach den 100 Tagen Ausstellungszeit von der Stadt, dem LWL-Museum für Kunst und Kultur oder der Westfälischen Wilhelms-Universität Münster gekauft worden und wurden dauerhafter Bestandteil des Stadtbilds.

## Konzept

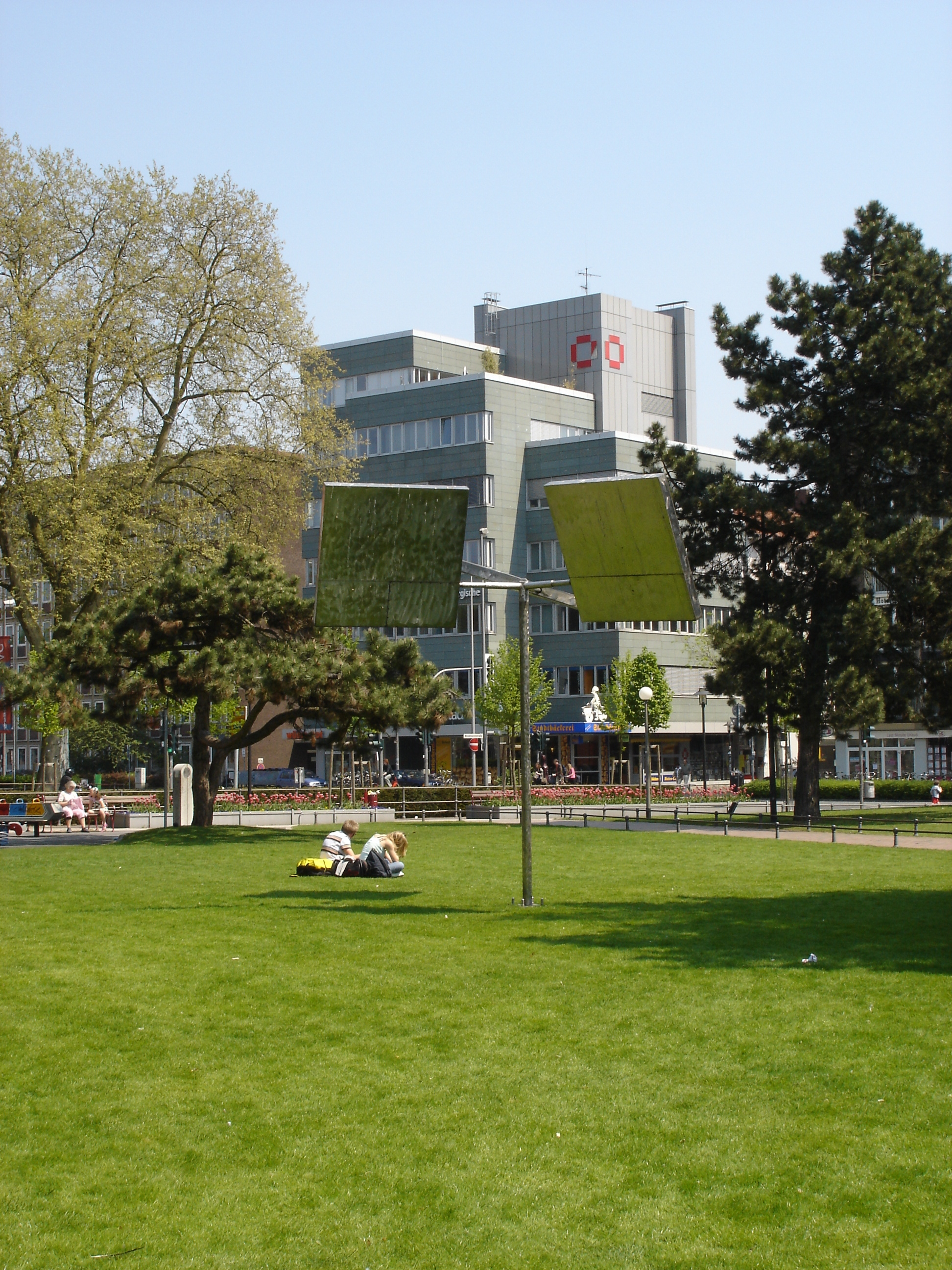
Die Drei rotierenden Quadrate gaben den Anstoß für die erste Ausstellung (Foto: 2006)

Bei den Skulptur Projekten lädt das Kuratorenteam international renommierte Künstler ein, im Stadtraum von Münster in situ zu arbeiten. Dabei wird die Frage nach der „Beziehung von Kunst, öffentlichem Raum und urbanem Umfeld“ gestellt. Die Künstler suchen sich den Standort ihres Kunstwerks selbst aus. Soweit möglich, sollen die Arbeiten innerhalb des Promenadenrings stehen. Mit dieser einzigen Vorgabe soll gewährleistet werden, dass auch auswärtige Besucher die Möglichkeit haben, sich eine Vielzahl von Skulpturen anzusehen. Damit verbindet das Konzept für Besucher die Erkundung der Stadt Münster mit der Kunst.
Die Idee, Kunst in den Außenraum zu tragen, entstand, als Klaus Bußmann, damals Konservator für Moderne Kunst am Westfaelischen Landesmuseum für Kunst und Kulturgeschichte, in Reaktion auf Proteste gegen die Skulptur von George Rickey im öffentlichen Raum eine Überblicksausstellung zur Skulptur der Moderne von Auguste Rodin bis in die Gegenwart kuratierte und für den Projektbereich 1977 Kasper König einlud, diesen mit ihm zu kuratieren. Die Ausstellung, die aus einer historischen Präsentation im Landesmuseum und einem zeitgenössischen Projektbereich im städtischen Raum bestand, kann ursprünglich als Aufklärungsprojekt zur modernen Kunst verstanden werden, da es auf die Empörung in der Münsteraner Bevölkerung gegen die Aufstellung der ungegenständlichen Plastik Drei rotierende Quadrate von im Jahr 1973 antwortete und größeres Verständnis für die zeitgenössische Kunst wecken sollte. Da die Stadt die 130.000 DM teure Skulptur nicht gegen den Bürgerwillen kaufen wollte, entschied die Westdeutsche Landesbank 1975, der Stadt die Skulptur zu schenken.
Für 1977 wurden schließlich Künstler nach Münster eingeladen, um für einen selbst gewählten Ort innerhalb der Stadt eine Skulptur zu entwerfen. Im Vordergrund standen und stehen die Auseinandersetzung mit den historischen, kulturellen, sozialen oder topografischen Begebenheiten der Stadt und allgemein der Beziehung von Kunst und Öffentlichkeit in einer Art Versuchslabor.
Die bisherigen Skulptur Projekte fanden jeweils in den folgenden Zeiten statt:
- 1977: vom 3. Juli bis zum 13. November
- 1987: vom 14. Juni bis zum 4. Oktober
- 1997: vom 22. Juni bis zum 28. September
- 2007: vom 16. Juni bis zum 30. September
- 2017: vom 10. Juni bis zum 1. Oktober

Träger der Ausstellung sind die Stadt Münster und der Landschaftsverband Westfalen-Lippe (LWL). Organisiert werden die Skulptur Projekte vom LWL-Museum für Kunst und Kultur. Unterstützung wird außerdem von der Stiftung Kunst und Kultur des Landes Nordrhein-Westfalen sowie der Westfälischen Wilhelms-Universität gewährt. Daneben gibt es eine Reihe von Sponsoren aus der lokalen Wirtschaft.
Nach den 100 Tagen der Ausstellung läuft der Pachtvertrag mit dem Eigentümer des Geländes aus, auf denen die Skulpturen aufgestellt waren. Das Konzept sieht eigentlich vor, die Skulpturen dann abzubauen und den Künstlern zurückzugeben. Viele der Kunstwerke bleiben jedoch dauerhaft bestehen und so finden sich zahlreiche Arbeiten aus vergangenen Ausstellungen in der Stadt.

## Lokale Faktoren

### Bedeutung der „Skulptur Projekte“ für die Stadt Münster
Seit der zweiten Ausstellung 1987 sind die Skulptur Projekte ein wichtiger Teil der Außendarstellung der Stadt Münster geworden; vor allem profitierte der Bekanntheitsgrad der Stadt im Ausland. Dies ist der starken Werbekampagne zu verdanken, die 1987 gestartet wurde. So wurden nicht nur Journalisten von Amerika bis Asien eingeladen, es wurde auch ein Werbemobil zur documenta VIII nach Kassel geschickt, später auch zur Kunstmesse Art Basel. Zu einer Tourismusattraktion wurde die Ausstellung 1997. Am Eröffnungswochenende waren sämtliche Hotels der Stadt (3100 Betten) ausgebucht. Laut Pressesprecher der Skulptur Projekte kamen mehr ausländische als deutsche Gäste zur Schau. Von dem Kurzführer zur Ausstellung 1997 wurden drei Auflagen zu je 10.000 Exemplaren gedruckt. Die Gesamtzahl der Besucher wird auf etwa 500.000 geschätzt.

### Verhältnis der Münsteraner zu der Ausstellung
Das Verhältnis der als konservativ und bodenständig geltenden Münsteraner zu „ihrer“ Kunstausstellung hat sich über Jahre gewandelt. Anfangs empfanden viele Bürger die Arbeiten und das gesamte, zu diesem Zeitpunkt neuartige Konzept der Skulptur Projekte als Schandfleck in der historischen Stadt. Teilweise ging dies so weit, dass die Künstler nur unter Polizeischutz arbeiten konnten. 1977 und 1987 gab es außerdem gezielten Vandalismus gegen Skulpturen. So wurde 1977 versucht, die Giant Pool Balls in den Aasee zu rollen, 1987 wurde eine zitronengelbe Madonnenfigur mehrmals aus der Innenstadt „verschleppt“.
Die negative Einstellung von 1977 änderte sich bis zur nächsten Ausstellung zehn Jahre später nur unwesentlich, besonders umstrittene Projekte wie Trunk waren auch nicht hilfreich bei der Bildung einer positiven Meinung. Aber bereits im Laufe der Ausstellung wandelte sich das Klima, als die Presse sehr positiv über die Ausstellung berichtete und Vergleiche zur documenta zog. Im Übrigen war auch der finanzielle Aspekt wichtig: die Ausstellung zog viele Touristen an, die der Wirtschaft in Münster auch einiges an Geld zufließen ließen.
Die Beziehung der Münsteraner zur Ausstellung in den zehn Jahren bis 1997 hatte sich deutlich verbessert. Günstig für die gesteigerte Akzeptanz dürfte gewesen sein, dass zum Beispiel die Giant Pool Balls von 1977 inzwischen zum Markenzeichen der Stadt geworden waren und auch andere Skulpturen das Stadtbild deutlich prägten.

## Die Ausstellungen

### Ausstellung 1977
Vier der geplanten neun Arbeiten der Skulptur Projekte 1977 waren am Aasee beheimatet, der ein Jahr vor der Ausstellung auf seine heutige Form vergrößert worden war. Nach der Ausstellung stellte sich heraus, dass die Veranstalter ein finanzielles Minus von 300.000 DM auszuweisen hatten. Dies wurde mit Hilfe der Stadt Münster und dem Land aufgefangen. Die Stadt kaufte Oldenburgs Giant Pool Balls für 115.000 DM und Judds Betonringe (Ohne Titel) für 185.000 DM, ein Teil des Geldes wurde vom Land Nordrhein-Westfalen aufgebracht.
Der wohl bekannteste Beitrag des Jahres 1977 waren die Giant Pool Balls von Claes Oldenburg. Er verteilte auf Zeichnungen, Aquarellen und Fotomontagen mächtige Billardkugeln über die ganze Stadt. Schließlich wurden drei dieser Betonkugeln (Durchmesser 3,5 Meter) an den Aaseeterrassen aufgestellt. Sie befinden sich seit 1987 im Besitz der Stadt und zählen seitdem zu den bekanntesten Arbeiten, die bisher im Rahmen der Skulptur Projekte entstanden.
Joseph Beuys ließ unter dem Titel Unschlitt/Tallow einen exakten Nachbau eines nutzlosen Hohlraums oberhalb des Fußgängertunnels am Schlossplatz mit Stearin und Talg (in einem Mischungsverhältnis von 23 Teilen Stearin zu einem Teil Rindertalg) ausgießen und zerschnitt den entstehenden Block dann willkürlich in sechs Teile. Die Schnittstücke wurden im Lichthof des LWL-Museums für Kunst und Kultur (damals Westfälisches Landesmuseum für Kunst und Kulturgeschichte) ausgestellt. Heute ist das Werk – welches Beuys dem LWL-Museum für Kunst und Kultur als Schenkung anbot – Teil der Sammlung Marx in Berlin.

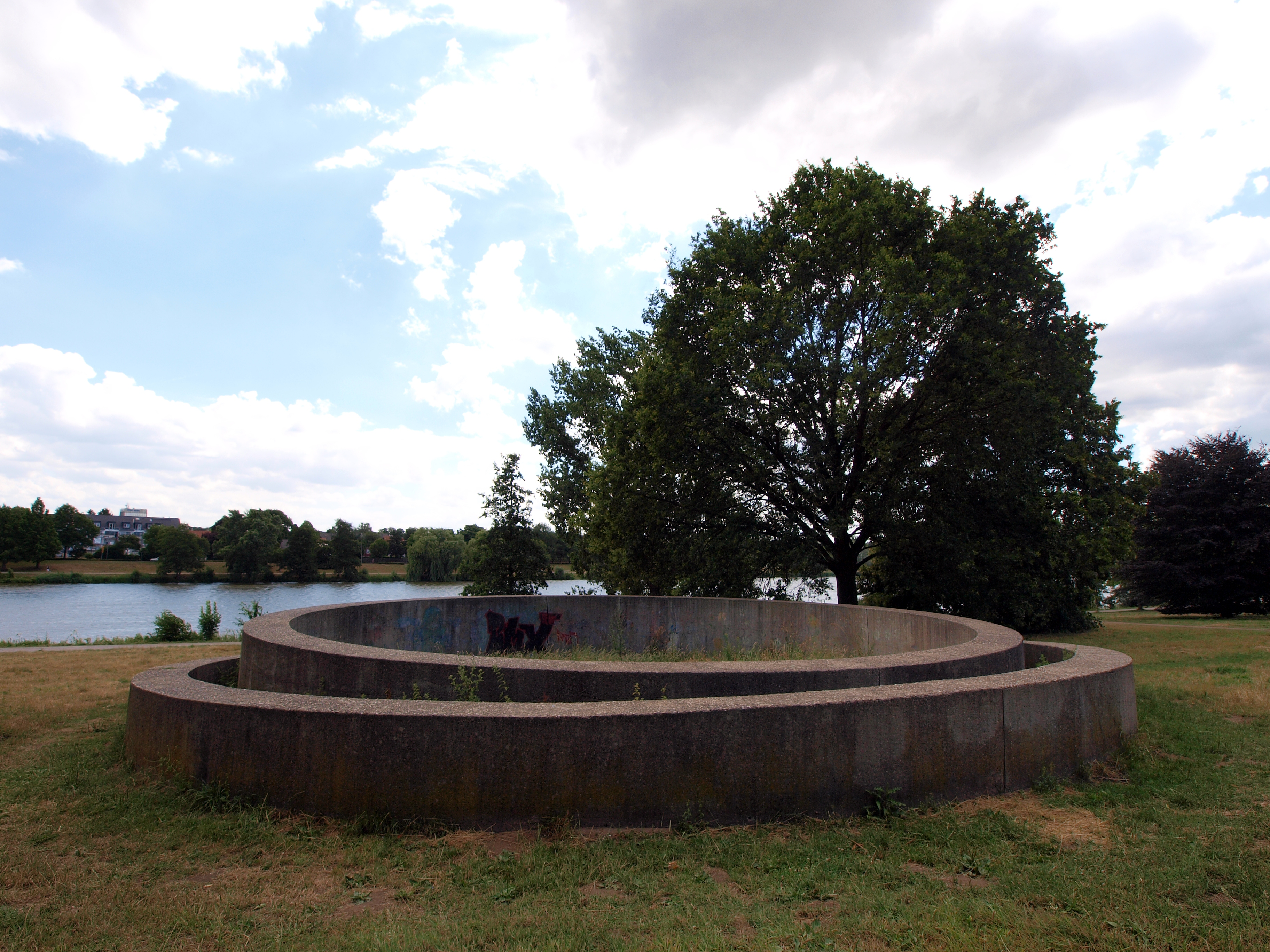
Ohne Titel von Donald Judd (Foto: 2010)

Ebenfalls permanent in Münster steht ein Werk von Donald Judd, das keinen Titel trägt. Am Aasee nahe dem Allwetterzoo schuf er zwei konzentrische Ringe aus Beton. Der innere Ring hat dabei eine Höhe, die von 90 cm auf 2,10 Meter ansteigt, und einen Durchmesser von 13,50 Meter. Der äußere Ring behält seine Höhe von 60 cm bei und misst 15 Meter im Durchmesser. Auf den sanft abfallenden Wiesen stellt das Werk laut Judd ein „topografisches Regulativ“ dar.
Ulrich Rückriem schuf mit seinem Beitrag Dolomit, zugeschnitten eine Wand aus neun Steinen. Sie steht an einem Weg (dem Jesuitengang), auf dessen anderer Seite sich die Petrikirche befindet. Die neun Steine, in ihrem Höhenverhältnis zueinander zu- und abnehmend, bilden so zusammen mit Strebepfeilern am Wegesrand gegenüber einen Zwischenraum des Weges zum Kirchenbau. Die Skulptur war von 1977 bis 1981 ausgestellt. Seit 1986 ist diese Arbeit im Besitz der Stadt Münster und gehört nun gleichfalls zu den permanent ausgestellten Arbeiten.
Michael Asher stellte während der 1977er Skulptur Projekte einen Caravan an insgesamt 19 verschiedenen Plätzen auf. Er wollte mit der Aufstellung eine Konfrontation zwischen nomadischem (der Caravan) und festem Wohnen (die Häuser in der direkten Umgebung) hervorrufen. Dieses Projekt wurde auch bei allen folgenden Ausstellungen wiederholt, die Aufstellungsorte bleiben die gleichen.
Richard Serra stellte zwei 13,40 × 2,08 × 3 Meter große Stahlwände paarweise angeordnet auf dem Schlossplatz aus. Laut Serra „gibt es keine etablierten Muster oder zu erwartenden Regungen des Publikumsbewußtseins“.
Weitere temporäre Ausstellungsbeiträge wurden erstellt von Carl Andre, Richard Long und Richard Serra. Auf Grund von Überschreitungen des Budgets konnte der Beitragsvorschlag von Bruce Nauman dagegen nicht realisiert werden.

### Ausstellung 1987
1987 war ein Etat von ca. 15.000 DM für jedes zu realisierende Projekt veranschlagt worden. Dieser Rahmen wurde jedoch von einigen Künstlern weit überschritten. Bei einigen dieser eigentlich zu teuren Skulpturen sprangen Sponsoren aus der regionalen sowie überregionalen Wirtschaft ein und teilweise auch offizielle Stellen. Zu den Sponsoren, die die Realisierung dieser Arbeiten förderten, zählten unter anderem die italienische Botschaft, das Wiener Bundeskunstministerium sowie die WestLB und IBM Deutschland. Insgesamt wurden durch Sponsoren 600.000 DM für die 1987er Skulptur Projekte beigesteuert. Das gesamte Budget der Ausstellung betrug 1,5 Millionen DM. Je 300.000 DM trugen die Stadt Münster, der LWL und die Kunststiftung NRW.
Insgesamt 61 Künstler schufen Vorschläge für Skulpturen, von denen einige jedoch auf Grund von Budgetüberschreitungen nicht realisiert wurden. Auch Joseph Beuys begann ein Projekt in den Rieselfeldern (eine Baumbepflanzung), starb jedoch vor der Fertigstellung.
Das wohl bekannteste Projekt der Ausstellung 1987 ist Ein Schiff für Münster von Ludger Gerdes. Am Horstmarer Landweg, zum Zeitpunkt der Ausstellung ein unbebautes Wiesengebiet, entstand eine 43 Meter lange in die Länge gezogene künstliche Insel, die von einem Wassergraben umrahmt wurde. Die Insel in Form eines Schiffes, deren Mauern mit Sandstein eingefasst sind, zeigt mit dem „Bug“ genau Richtung Innenstadt. Ein Holzpavillon mit zwei Pappeln imitiert die Brücke des Schiffes. Die Skulptur wurde der Stadt 1987 vom Künstler geschenkt. Im Sommer 2005 wurden 200 m³ Schlamm aus dem Graben entfernt, da das Schiff sonst fast wie gestrandet gewirkt hätte.

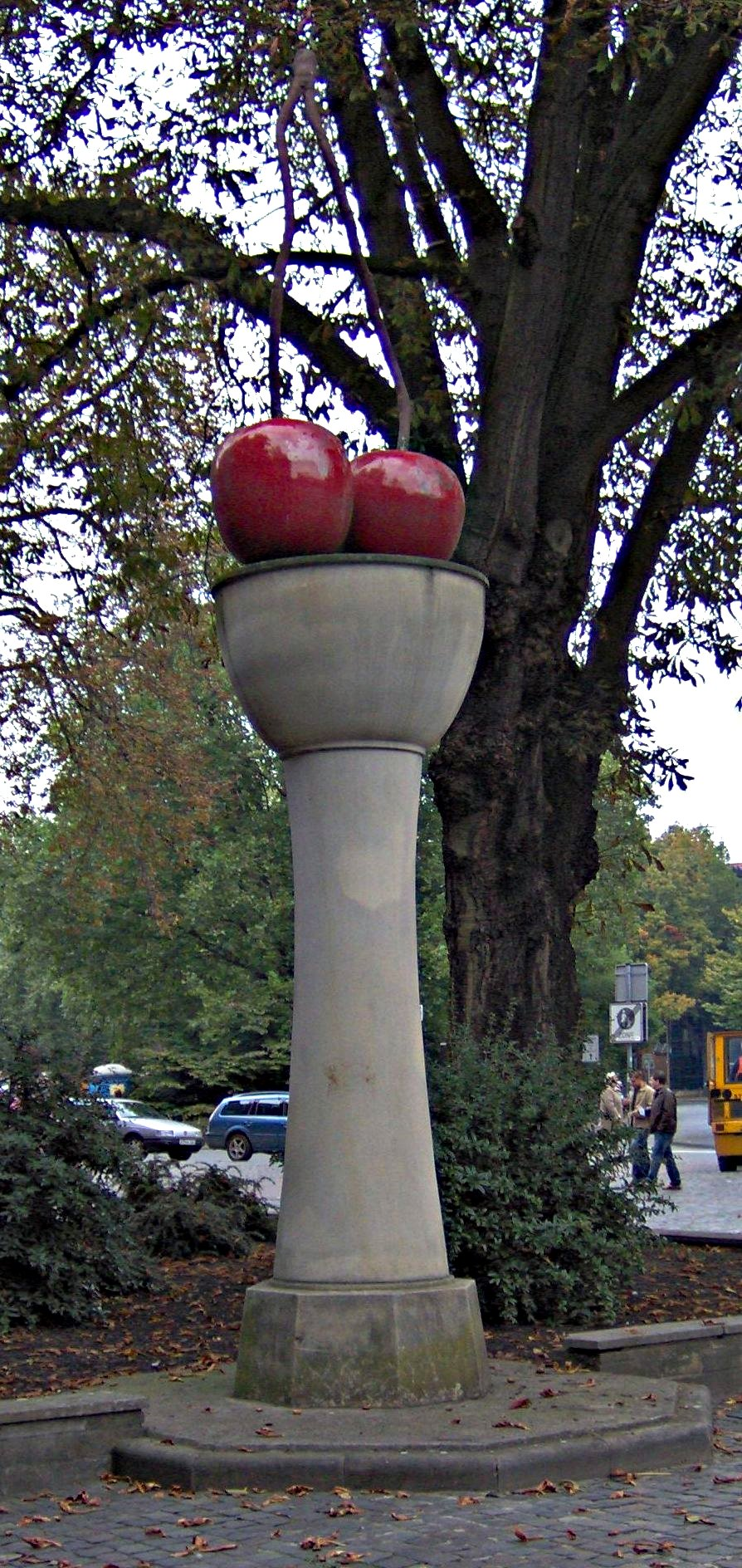
Kirschensäule von Thomas Schütte (Foto: 2005)

Am Harsewinkelplatz ließ Thomas Schütte die Kirschensäule errichten, eine Säule aus Sandstein, auf der er zwei leuchtend rote, überdimensionierte Kirschen platzierte. Die Säule stellt eine Anspielung auf den Wiederaufbau der Stadt nach dem Zweiten Weltkrieg dar. Durch den Sandstein wirkt sie älter als sie ist. Dies lässt sie ähnlich wie die Stadt Münster wirken, die 1945 zu 90 % in Schutt und Asche lag und heute im Stil des späten Mittelalters glänzt. Auch die nicht ganz stimmigen Proportionen der Säule unterstützen dies. Die Farbe der Kirschen, ein Symbol der Moderne auf der „historischen“ Säule, soll um die Wette strahlen mit dem Lack der Autos, die auf dem 1987 als Parkplatz genutzten Harsewinkelplatz standen.
Ein zuerst nur temporär installiertes Projekt von Rebecca Horn im Zwinger (Das gegenläufige Konzert) stellt eine Symbiose zwischen der Natur und dem dort geschehenen Unrecht während der Zeit des Nationalsozialismus dar. Mit flackernden ewigen Lichtern, metallenen, rhythmisch klickenden Hämmern und einem stetigen Wassertropfen, der zwölf Meter tief in eine Zisterne fällt, schafft Horn eine beklemmende Atmosphäre in dem ehemaligen Gefängnis, in dem die Gestapo Hinrichtungen durchführen ließ. Zur nachfolgenden Skulptur Projekte 1997 wurde das Werk leicht verändert wieder installiert. Die nun permanente Ausstellung enttabuisierte den Ort und machte die Installation eines Mahnmals dort möglich, in welches die Skulptur heute fest eingebunden ist.

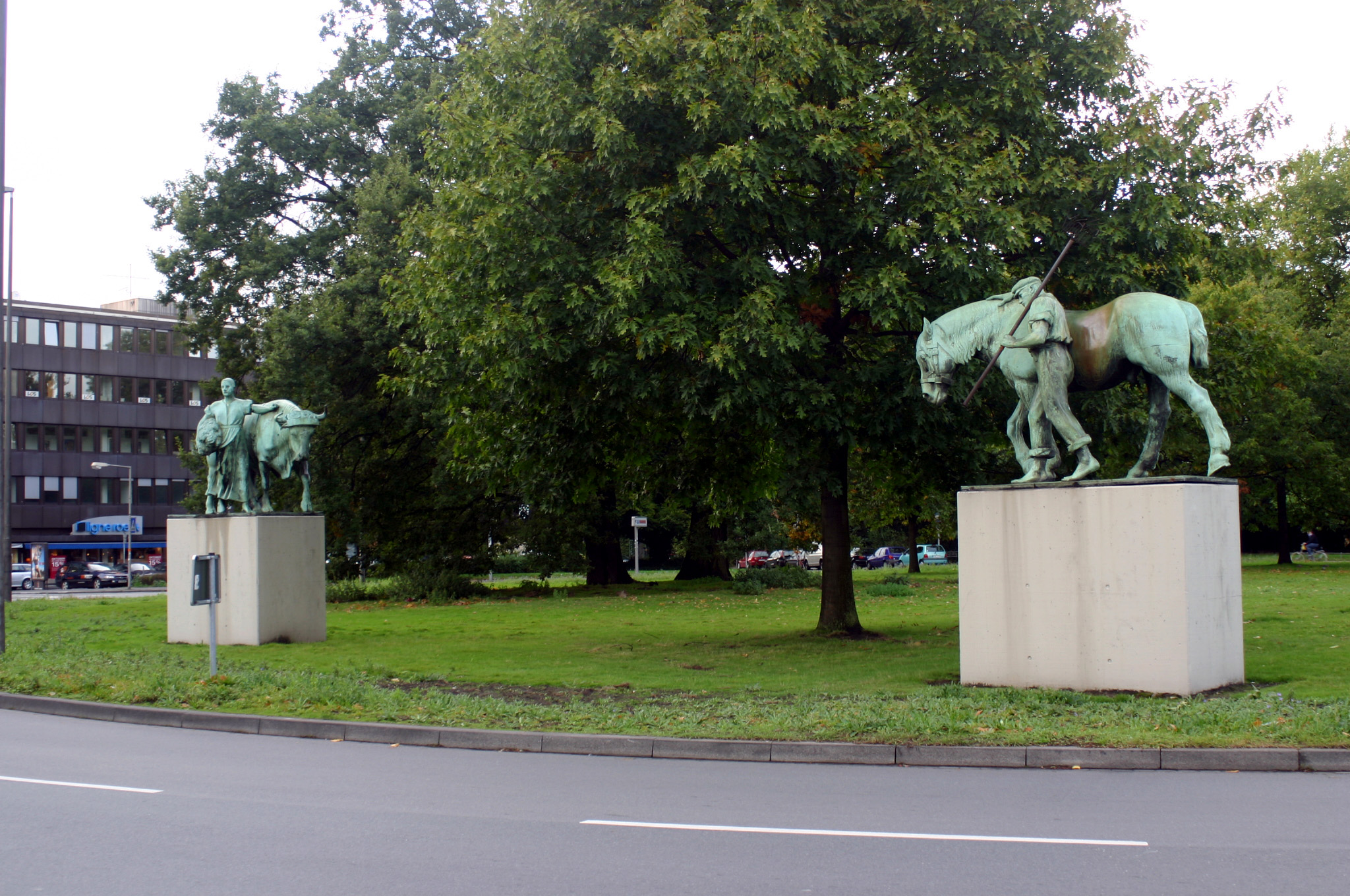
Die Bronzeplastiken an ihrem neuen Aufstellungsort

Rémy Zaugg versetzte die vorhandenen Bronzeplastiken Knecht mit Pferd und Magd mit Stier wieder an den Eingang der Stadt an die Bundesstraße 54. Dort hatten sie um 1912 die in die Stadt zum Markt ziehende Landbevölkerung „begrüßt“. Heute treffen Besucher der Stadt am Eingang des großen Kreisverkehrs am Ludgeriplatz darauf. Die Umsetzung löste heftige Debatten über die historische Identität der Stadt aus und über die Eingriffe, die die Moderne vorgenommen hat, besonders als bekannt wurde, dass der ursprüngliche Aufstellungsort durch zahlreiche Verschiebungen in Vergessenheit geraten war.
Lothar Baumgarten installierte Drei Irrlichter in den Körben am Turm von St. Lamberti, in denen 1535 die Leichname der Täufer öffentlich ausgestellt wurden. Heute flackern bei Nacht in den Körben drei Lichter, „als Erscheinung von drei Seelen oder inneren Feuern, die keine Ruhe finden können“.
Keith Haring realisierte mit dem Red Dog for Landois eine Skulptur, die am ehemaligen Gelände des Zoos steht und seinem Gründer Hermann Landois gewidmet ist. Sie stellt einen zweidimensionalen stilisierten, feuerroten Hund aus Stahl dar, der sein Maul bellend gen Himmel erhebt. Damit wollte Haring gegen den dort entstandenen Bürohausneubau protestieren. Laut Haring ist er ein „spielerischer Protest gegen blinden Fortschritt und ein Denkmal für die Imagination“. Nachdem die Skulptur, die eine Leihgabe der Galerie Hans Meier aus Düsseldorf war, über zehn Jahre in Münster ausgestellt war, steht sie inzwischen nicht mehr an dem Platz, dem sie gewidmet war.
Reiner Ruthenbeck ließ im Lichthof des Altbaus des LWL-Museums für Kunst und Kultur eine 14 × 2,4 Meter große Fahne aus dunkelgrünem Wollstoff an einem 5,6 Meter hohen Fahnenmast aufhängen. Ein großer Teil des Lodenstoffes bedeckt eine Gruppe von ca. 15 Fahrrädern die als Pulk darunter abgestellt sind und hemmt scheinbar deren latente Beweglichkeit. Andererseits scheinen die Fahrräder die etwas schräg hängende Fahne nach vorne zu ziehen. Es ist eine Art Porträt der Fahrradstadt Münster mit ihrem Landbürgertum und ihren Studenten.
Richard Serra platzierte auf dem Ehrenhof des Erbdrostenhofes zwei Plastiken aus insgesamt 24 Tonnen Stahl (Trunk – Johann Conrad Schlaun Recomposed). Die zwei Stahlplatten, gewölbt wie das Gebäude von Johann Conrad Schlaun und in der Höhe bis zur Unterkante der Balkone reichend, waren hochkant aufgestellt, dazwischen ein Hohlraum. Die Skulptur, die 1987 massiven Protest seitens der Bevölkerung auslöste, steht seit 1988 in St. Gallen. Thomas Struth projizierte in seinem Nachtprojekt während der Ausstellung nachts bis 1 Uhr klassische Vorstadtarchitektur auf die Fassaden in der Innenstadt.

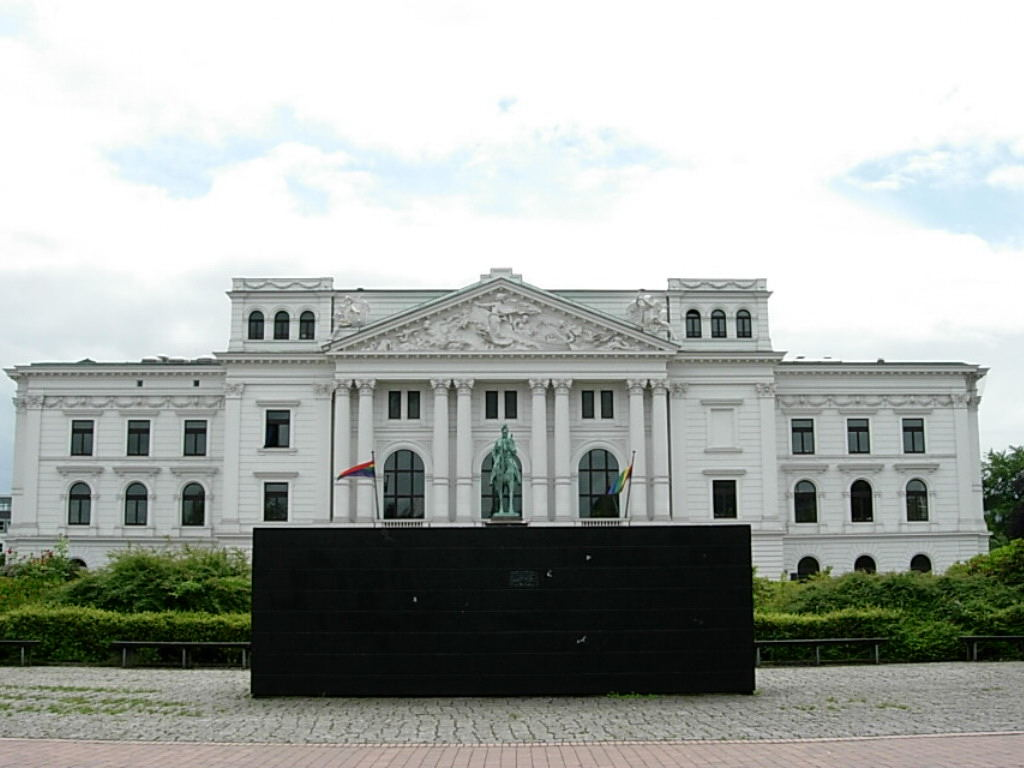
Black Form – Dedicated to the Missing Jews vor dem Rathaus von Hamburg-Altona

Sol LeWitt platzierte einen 1,75 × 5,20 × 1,75 Meter großen schwarzen Betonblock so vor dem Schloss, dass er den Blick auf das Eingangsportal versperrte. In dem hinter dem Schloss gelegenen Botanischen Garten platzierte er eine weiße Pyramide, die sich in einer Linie zu Block und Eingang befand. Laut Ikonografie sind dies die Symbole von Tod und Leben. Im offiziellen Katalog zu den Skulptur Projekten firmierte dieses Werk noch als White Pyramid/Black Form, jedoch wurde der Block vom Künstler kurze Zeit später mit dem Zusatz Dedicated to the missing Jews versehen. Dieses Mahnmal widmete sich damit nicht nur den ermordeten, sondern auch den fehlenden Juden, also den ungeborenen Kindern der während der Zeit des Nationalsozialismus umgekommenen Juden. Der Platz vor dem Schloss, das heute Sitz der Westfälischen Wilhelms-Universität ist, sollte symbolisieren, dass diese fehlenden Menschen dort hätten studieren oder lehren können. Der Plan, diese Skulptur am selben Ort permanent aufzustellen, scheiterte am Widerstand der Universität. Heute steht sie zur Erinnerung an die dortige ehemalige jüdische Gemeinde vor dem schneeweißen Rathaus von Hamburg-Altona. Auch die Pyramide wurde abgebaut und befindet sich im Besitz der Stadt Hamburg.
Richard Deacon verwirklichte an zwei Enden einer Straße zwei schlangenartige Skulpturen (Like a Snail A und B), die aus Holz und verzinktem Stahl bestehen. Heute stehen sie in der Londoner Tate Gallery.

#### Pressestimmen
Die Skulptur Projekte erweckten Interesse in der Medienlandschaft der ganzen Welt. So verglichen mehrere Zeitungen die Münstersche Ausstellung mit der documenta, die Wiener Zeitung Die Presse schrieb: „Gemessen an der documenta 8 in Kassel ist das zweite Ausstellungs-Großunternehmen des heurigen Sommers in Deutschland ‚Skulptur.Projekte in Münster 1987 das konsequentere.“ Auch die Hannoversche Allgemeine Zeitung kommentierte in diese Richtung: „Münster hat geschafft, was Kassels documenta mit ihrer lauthals verkündeten ‚sozialen Dimension‘ und ihrem Freiluft-Skulpturenprojekt nicht gelungen ist: Man erfährt den Reiz und die Geschichte der Stadt mit neuem Bewusstsein.“
Auch das Wall Street Journal zog Vergleiche mit Kassel:
„Hier, anders als in Kassel, ist man erschlagen von dem Respekt für die Umgebung, den fast alle Künstler an den Tag gelegt haben. Obwohl es hier sehr wenige Skulpturen gibt, die in und aus sich als herausragend bezeichnet werden können, ist das Erlebnis, die Stücke zu finden und betrachten, die über die ganze Stadt und ihre Randbezirke verstreut sind, außerordentlich vergnüglich.“
Andere Zeitungen beschäftigten sich mit der Beziehung der Münsteraner zu ihrer Ausstellung. Die Bauwelt schrieb: „Ob die Münsteraner es nun selbst zu schätzen wissen oder nicht: Sie sind zu beneiden um eine in jeder Hinsicht einzigartige Ausstellung. So abwechslungsreich, so qualitätsvoll und so einleuchtend gab es andernorts Kunst im öffentlichen Raum selten zuvor.“

Laut Capital hatte sich die Beziehung seit der ersten Skulptur Projekte zwischen der Ausstellung und den Münsteranern jedoch wesentlich verbessert: „Mit gemischten Gefühlen, jedoch eher stolz sehen die Münsteraner zu, wie ihre Stadt aus aller Welt die Freunde neuer Kunst anlockt.“
Die Qualität der Arbeiten wurde unter anderem kommentiert vom Genfer Journal de Genève: „Den besten Arbeiten ist es gelungen, die Besonderheiten der Stadt zu begreifen, das Flair der örtlichen Begebenheiten zu respektieren. […] Wichtig zu sagen, dass die Ausstellung über die ganze Stadt ausgedehnt ist und eine Rundtour einen guten Tag zu Fuß dauert. Wenn man nicht die Fahrräder vorzieht: Man kann sie leihen, und alle Welt tut es auch.“

### Ausstellung 1997
Das Gesamtbudget lag 1997 bei umgerechnet drei Millionen Euro, getragen von Stadt, LWL, der Kunststiftung NRW und einigen Sponsoren. Insgesamt wirkten 76 Künstler in 73 Gruppen an der Skulptur Projekte 1997 mit, die Besucherzahl wird auf rund 500.000 geschätzt.

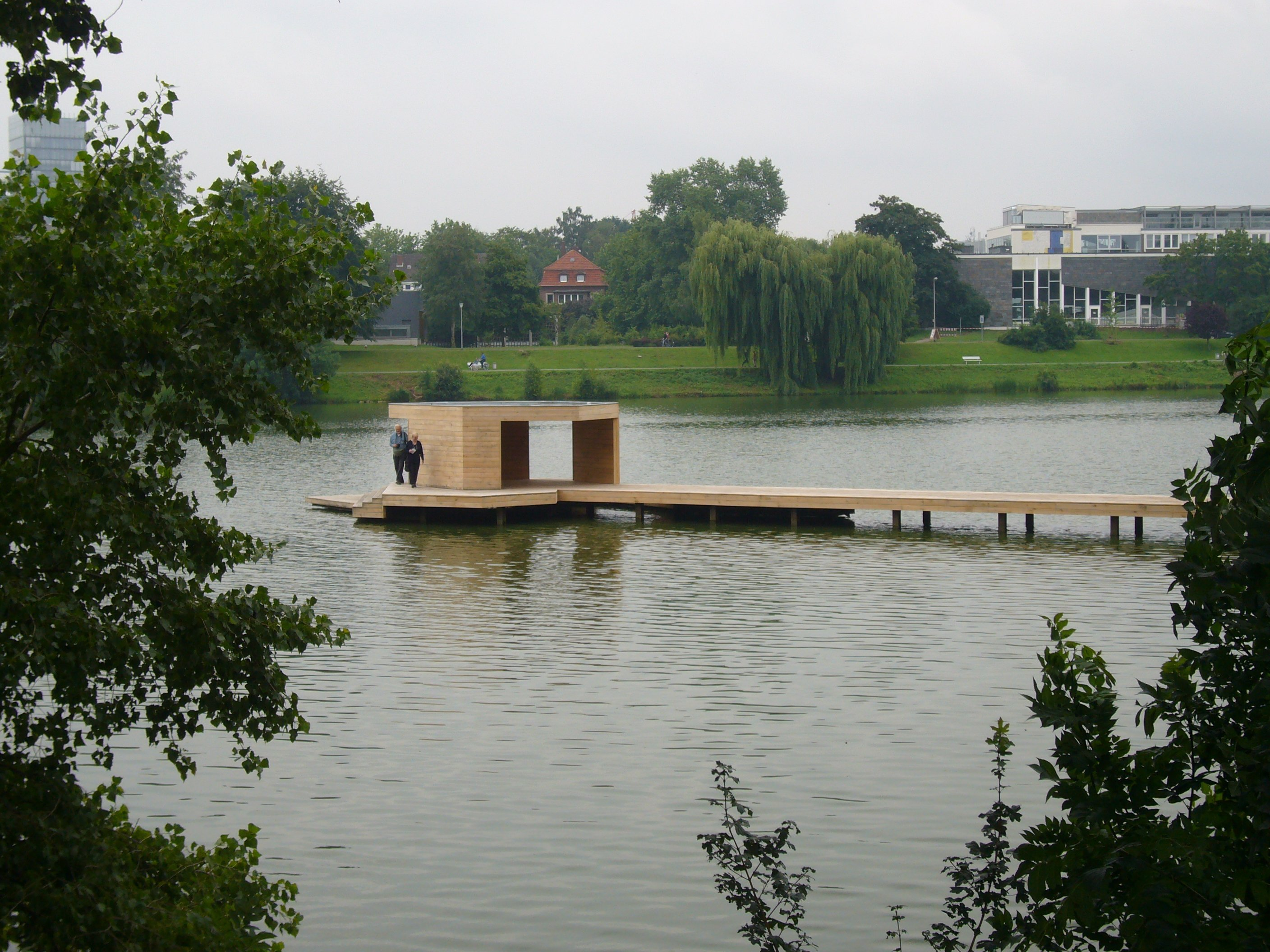
Das Pier in den Aasee dient als Erholungsplattform

Jorge Pardo baute auf Grund des fast völligen Fehlens von Stegen einen ca. 40 Meter langen Pier in den Aasee hinein. Sein Ende besteht aus einer asymmetrischen Aussichtsplattform mit einem offenen, sechseckigen Pavillon. Er besteht komplett aus Holz des kalifornischen Redwood.

Der Zugang zum Steg wurde ab dem Sommer 2005 mit Gittern versperrt, im Dezember wurden schließlich die ersten Meter der Planken abgetragen, da das Holz morsch geworden war und das Betreten laut der Stadt Münster nicht mehr sicher war. Die Restaurierung erfolgte Ende Mai 2007, die dafür notwendigen Gelder wurden von der Sparkasse Münsterland Ost aufgebracht.

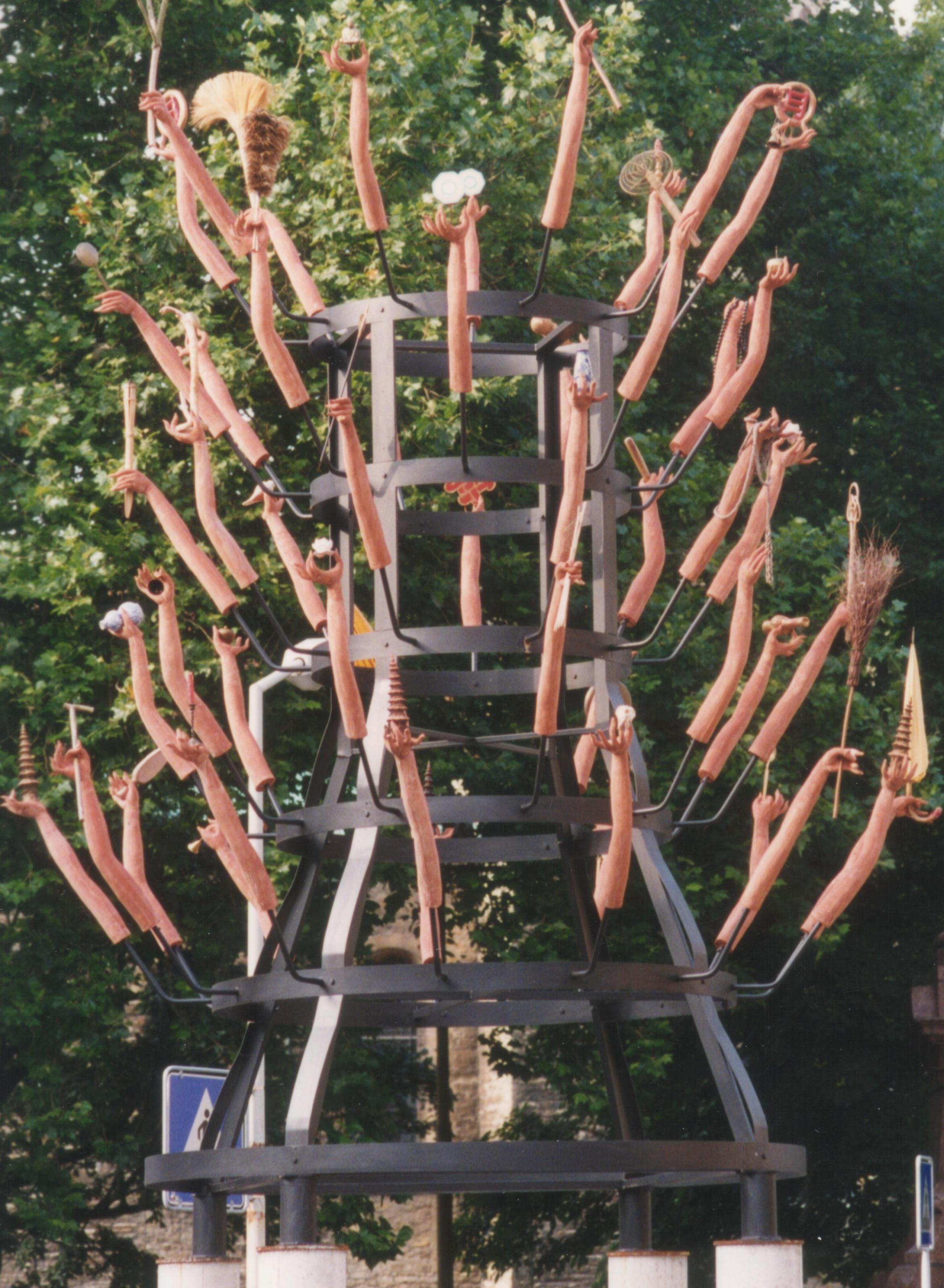
100 Arme der Guan-yin, Zustand während der Ausstellung

Ebenfalls in der Stadt verblieben ist die Skulptur 100 Arme der Guan-yin von Huang Yong Ping. Auf einer Verkehrsinsel südlich der St. Ludgeri-Kirche am Marienplatz steht ein rundes Gerüst in der Form eines Flaschentrockners, statt der Flaschen waren während der Ausstellung jedoch 50 Arme angebracht, die profane Dinge wie Besen und Haken hielten. Einerseits ist die Skulptur ein Bezug auf die buddhistische Göttin Tausendarmige Guanyin, andererseits aber auch auf das Kruzifix von St. Ludgeri, dessen Jesusfigur bei einem Bombenangriff während des Zweiten Weltkriegs beide Arme verlor. Da die Arme der Statue aus nicht sehr witterungsbeständigem Material gefertigt wurden, mussten diese im Jahre 2002 entfernt werden. 2007 ist es dem Kulturamt der Stadt gelungen, beim Künstler für rund 19.000 Euro neue, witterungsbeständige Arme aus Aluminium fertigen zu lassen. Rechtzeitig zu Beginn der Skulpturenausstellung wurden die ehemals tonfarbenen, jetzt optisch metallisch wirkenden Arme montiert.
Permanent installiert wurde Blickst Du hinauf und liest die Worte von Ilya Kabakov in unmittelbarer Nähe zu den Betonringen der Skulptur Projekte 1977. Es ist ein „Poetischer Sendeturm“. Auf den Querstreben in 13 Metern Höhe sind aus dünnem Draht Buchstaben geformt. Sie ergeben den Text: Mein Lieber! Du liegst im Gras, den Kopf im Nacken, um dich herum keine Menschenseele, du hörst nur den Wind und schaust hinauf in den offenen Himmel – in das Blau dort oben, wo die Wolken ziehen – das ist vielleicht das Schönste, was du im Leben getan und gesehen hast. Die Skulptur wurde vom LWL-Museum für Kunst und Kultur gekauft.

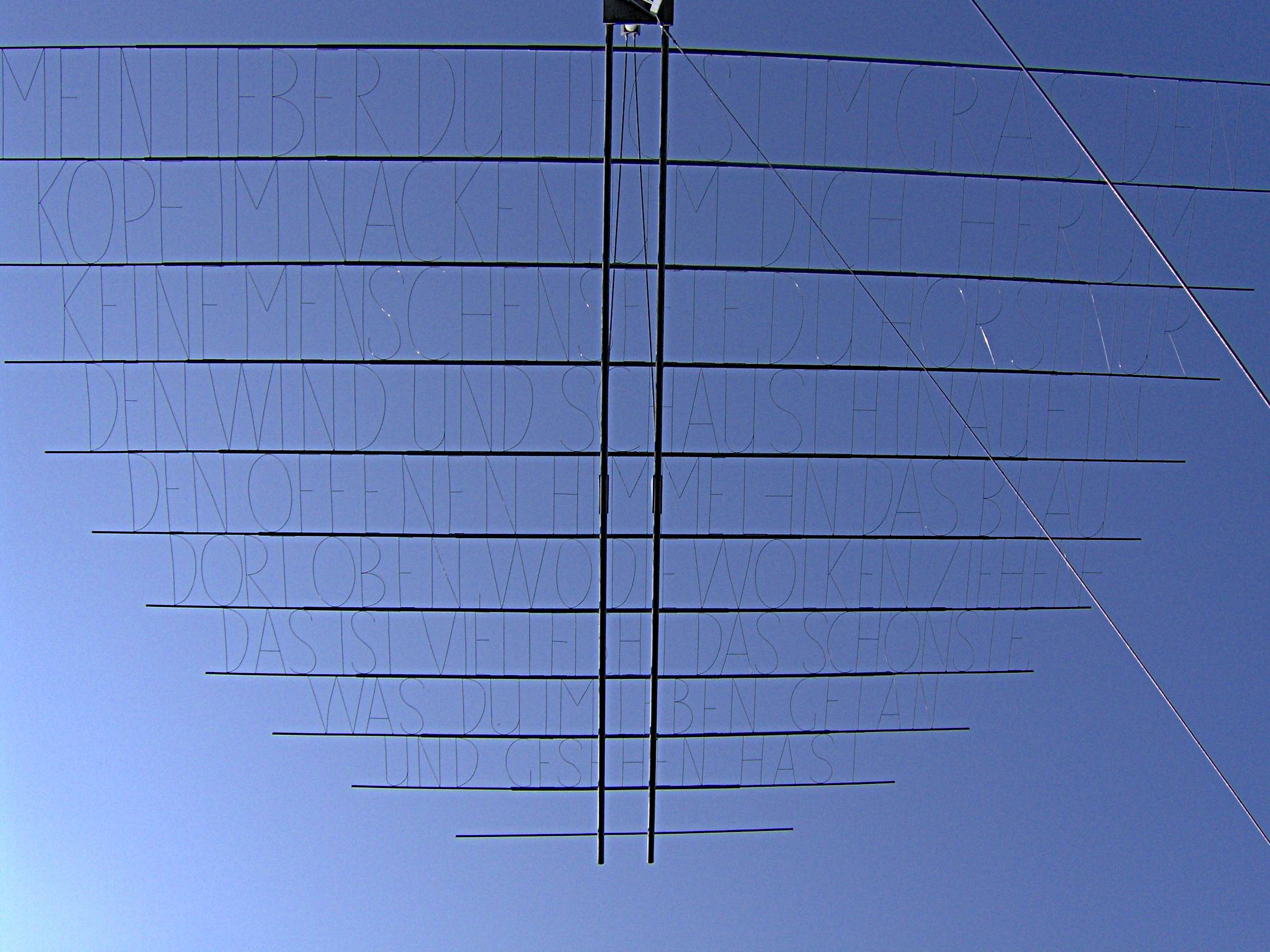
Der Text der Skulptur Blickst du hinauf… von Ilya Kabakov

Der Künstler Herman de Vries umbaute einen wilden Garten mit seinem aus 20.000 Backsteinen bestehenden Sanctuarium (lat.: heiliger Raum). Aus allen vier Himmelsrichtungen gibt es ovale Öffnungen, die den Betrachter zum Hineinschauen einladen. Auf dem Fries des nach einer traditionellen Mauertechnik aus dem 18. Jahrhundert gebauten „Rundtempels“ ist ein Text in Sanskrit eingraviert: om. dies ist vollkommen. das ist vollkommen. vollkommen kommt von vollkommen. nimm vollkommen von vollkommen, es bleibt vollkommen.
Martin Kippenberger hat mit Metro-Net. Subway around the world auch in Münster einen Teil seines weltweiten, fiktiven U-Bahn-Netzes aufgebaut (andere Stationen sind auf der Insel Sýros, in Dawson und in Kassel zur documenta X). An der Kreuzschanze installierte er einen U-Bahn-Entlüftungsschacht, aus dem in regelmäßigen Abständen das Geräusch einer vorbeifahrenden Bahn ertönt. Dies wirkt besonders ironisch, da Münster ob der vielen Fahrradfahrer und der beschränkten Größe der Stadt keine Verwendung für eine U-Bahn hätte.
Wolfgang Winter und Berthold Hörbelt haben vier Informationsstände aus Flaschentransportkisten errichtet. In den Kastenhäusern waren gepolsterte Kisten als Sitzmöbel aufgestellt, für Besucher lagen Stadtpläne und Informationen zu den Standorten aller Skulpturen aus.
Rachel Whitereads Untitled (Books) im LWL-Museum für Kunst und Kultur ist eine aus Gips gegossene Negativform eines Bücherregals mitsamt den darin stehenden Büchern. Die Zweideutigkeit der Arbeit besteht darin, dass in diesem Regal nicht die Bücher sichtbar sind, sondern der normalerweise unsichtbare verstaubte Raum, der keine Bücher enthält.
Nam June Paik schuf eine der bekanntesten Skulpturen der Skulptur Projekte 1997, die 32 cars for the 20th century: play Mozart’s Requiem quietly: Er ordnete 32 komplett in silber gehaltene Automobile der Baujahre 1920, 1930, 1940 und 1950 vor dem fürstbischöflichen Schloss zu vier Gruppen an, jeweils zu einer geometrischen Figur. Die Autos enthielten statt Motor und sonstigem Interieur Elektronikschrott wie alte Fernseher und Radios, aus einigen klang leise Mozarts Requiem.
Karin Sander hatte die Vorgabe, für ihre Skulptur einen Ort im Zentrum der Stadt zu wählen, wörtlich genommen. Sie ließ den Schwerpunkt der Stadt bestimmen. Diesen Punkt, der ca. einen Kilometer südlich des St.-Paulus-Doms in der Von-Kluck-Straße 34/36 liegt, markierte sie mit einem roten Kreis vom Durchmesser 1,3 Meter, der exakten Fehlertoleranz der Messung.
Georg Herold hängte bei seiner Skulptur bent poetry, w. up! im Schlossgarten ca. 250 rote Dachlatten so an Stahlseilen an Bäumen auf, dass sie ein Labyrinth ergeben. Auf der Unterseite der Latten notierte er Zitate aus der Literatur-, Kunst- und Philosophiegeschichte.
Nicht realisiert wurde das Projekt von Gabriel Orozco, der in Anlehnung an den Jahrmarkt Send ein Riesenrad zur Hälfte im Schlossplatz versenken wollte. Ebenfalls nicht realisiert werden konnte ein Projekt von Charles Ray, der einen Baum so pflanzen wollte, dass er sich, bewegt von einem Mechanismus unter der Erde, in zwei Stunden einmal um seine eigene Achse dreht.

#### Pressestimmen
Im Jahr 1997 schrieben auch Deutschlands größte Zeitungen und Magazine über die Skulptur Projekte. Der Spiegel schrieb in seiner Ausgabe 22/1997 unter anderem: „Das Pionierprojekt Skulpturen hat es in Münster zu Popularität gebracht – und sprengt nun alle Gattungsgrenzen. (…) Während die Kasseler Schauräume noch fest verschlossen sind, wären in Münster die Vorbereitungen schon darum kaum geheimzuhalten, weil sie zumeist im Freien stattfinden.“ Auch die Hannoversche Allgemeine Zeitung berichtete wieder über die Ausstellung und kam zu einem Ergebnis, das vor allem den Verantwortlichen sowie Sponsoren gut gefallen haben dürfte: „Die Kunst der Möglichkeiten - Die dritte ‚Skulptur.Projekte‘-Schau ist der beste PR-Coup, den Münster haben kann“.
Auch wurden wieder Vergleiche zur documenta gezogen, die 1997 in ihre X. Saison ging. Die Süddeutsche Zeitung sahen in Münster erneut den Sieger („Zehn Jahre sind keine Epoche – Die Skulptur-Projekte in Münster stehlen der documenta mit Phantasie und Witz die Schau.“), auch Die Woche kommentierte ähnlich: „Lieber 99 Tage Münster als 100 Tage Kassel! Die Großausstellung SKULPTUR.PROJEKTE versucht sich in der Konkurrenz zur Dokumenta - mit erheblichem Erfolg.“ Auch die Illustrierte Bunte brachte einen Bericht, überließ die Wertung aber dem Leser selber: „Magic Münster – die ganze Stadt ein Kunstwerk. Die documenta bekommt Konkurrenz: Münster wird für drei Monate Europas Skulpturen-Hauptstadt.“
Über die Philosophie der Ausstellung schrieb die Berliner taz: „Nach Münster werden keine Werke bestellt, sondern Künstler eingeladen.“ Des Weiteren gab es Berichte unter anderem in der Los Angeles Times, in El País aus Madrid, der New York Times und der französischen Le Monde.

### Ausstellung 2007
Die Ausstellung 2007 fand vom 16. Juni bis zum 30. September statt, die Kuratoren waren Kasper König, Brigitte Franzen und Carina Plath (als assoziierte Kuratorin), Projektleiterin Christine Litz. Schirmherr der insgesamt vierten Ausstellung war Bundespräsident Horst Köhler. Die Besucherzahl wird auf über 550.000 geschätzt.
Im Vorfeld der Skulptur Projekte wurden sämtliche in den letzten 30 Jahren von der Stadt erworbenen Arbeiten begutachtet und, soweit erforderlich, restauriert. Das war bei einigen Arbeiten nötig, da sie unter anderem mit Graffiti beschmiert wurden. Erste Vorarbeiten für die eigentliche Ausstellung begannen im Februar 2007.
Der Gesamtetat lag bei 6,32 Millionen Euro, wovon 50 % für die Skulpturen selber eingeplant wurden. Geldgeber waren neben der Stadt Münster auch der LWL und die Kulturstiftung des Bundes sowie das Land Nordrhein-Westfalen die Kunststiftung. Auch lokale Unternehmen wie die Westfälische Provinzial stellten Geld bereit. Die Schau verzeichnete einen Gewinn von rund 300.000 Euro. Die Ausstellung war Teil der Grand Tour 2007, einem Zusammenschluss der vier großen Kunstausstellungen des Sommers 2007; andere Teilnehmer waren die documenta 12, die Biennale di Venezia und die Art Basel.

Für 2007 wurden 37 Künstler, darunter etwa Rosemarie Trockel, Mike Kelley, Marko Lehanka, Guillaume Bijl und Isa Genzken, eingeladen, 35 Skulpturen im öffentlichen Raum zu entwerfen, letztlich wurden aber nur 34 Kunstwerke tatsächlich fertiggestellt.

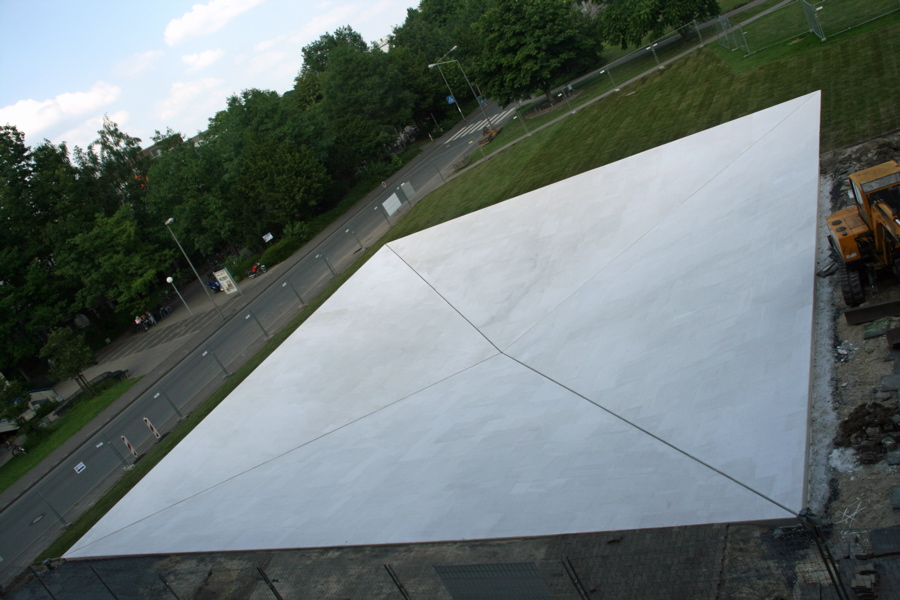
Bruce Nauman: Square Depression

Bruce Nauman griff für 2007 das 1977 aus finanziellen Gründen nicht realisierte Projekt wieder auf. Auf dem naturwissenschaftlichen Campus der Westfälischen Wilhelms-Universität errichtete er eine „Negativpyramide“, die sogenannte Square Depression. Das Betonwerk mit Kantenlängen von je 25 Meter bildet eine Pyramide, die 2,30 Meter in den Boden hineingebaut wurde.

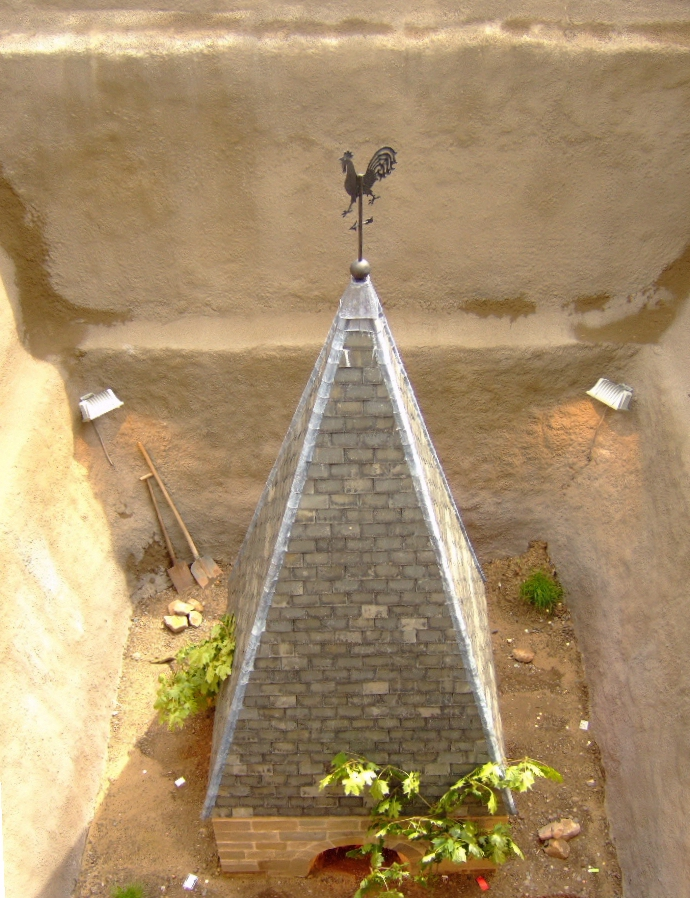
Guillaume Bijl: Archaeological Site (A Sorry Installation)

Ein Schwerpunkt der Ausstellung war auch 2007 der Aasee und die umliegenden Parkflächen. Dort installierte Guillaume Bijl seine Skulptur Archaeological Site (A Sorry Installation), eine gefälschte archäologische Ausgrabungsstätte. Bijl baute einen Kirchturm in ein ausgehobenes Erdloch, sodass der Betrachter denken muss, es sei eine echte Ausgrabung. Rosemarie Trockel pflanzte bereits Ende 2006 zwei Eibenhecken nahe der Torminbrücke und beschnitt diese während der Skulptur Projekte. Der asymmetrische Schnitt und die Größe von 7 × 3,5 Meter sowie die Höhe von 4,5 Meter sollen jeden Vergleich mit konventionellen Hecken unmöglich machen. Diese Skulptur blieb in Münster und wird von der Stadt in Trimm gehalten. Unter der Brücke selbst installierte die Audiokünstlerin Susan Philipsz zwei Lautsprecher, aus denen ihre Stimme ertönt. Sie singt beide Stimmen der Barkarole, die an das Schaukeln einer Gondel in den Kanälen Venedigs erinnern soll. Die Rechte hieran wurden 2008 vom LWL-Museum für Kunst und Kultur erworben, das den Gesang jeweils sonntags erklingen lässt.

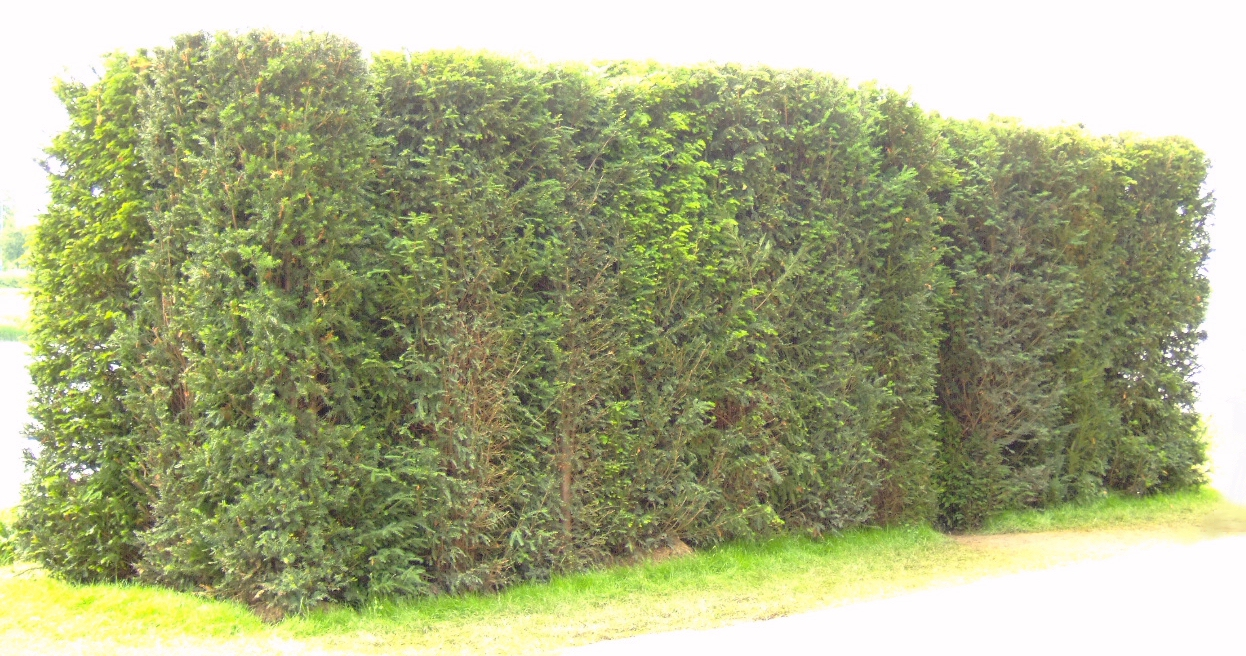
Rosemarie Trockel: Less Sauvage than Others (Weniger wild als andere)

Das auf dem alten Zoogelände beheimatete Bodenrelief We are still and reflective von Martin Boyce erwarb der Verein der Kaufmannschaft zu Münster für 50.000 Euro. Damit ist Münster die erste deutsche Stadt, in der permanent ein Kunstwerk Boyces ausgestellt ist.
Für Streit in Münster sorgte der Umgang mit der Denkmalsäule Münsters Geschichte von unten von Silke Wagner. Die Mehrheit von CDU und FDP im Kulturausschuss wollte das an das münstersche NS-Opfer Paul Wulf erinnernde Kunstwerk nicht kaufen, was für den Rat der Stadt bindende Wirkung hatte. Erst die Bezirksvertretung Mitte entschied, die Säule im Bereich des Servatiiplatzes aufzustellen. Dies sollte durch private Spenden finanziert werden. Aus diesem Grund blieb die Skulptur eingelagert, bis sie am 5. September 2010 offiziell der Öffentlichkeit übergeben wurde. Die Ausgangssituation für Martha Roslers Arbeit war ähnlich: Der Kulturausschuss wollte die, vor den Münster Arkaden aufgestellte Kopie eines steinernen Reichsadlers vom Sitz des Lufttransportkommando, einem Nazibau von Ernst Sagebiel nicht behalten. Wieder schritt die BV ein und sicherte das Kunstwerk.
Erste Aufmerksamkeit erregte bereits im April der Künstler Deimantas Narkevicius. Er wollte das Karl-Marx-Monument für die Dauer der Ausstellung nach Münster transportieren und dort aufstellen; die Stadt Chemnitz verhinderte aber sowohl dies als auch die daraufhin angedachte Anfertigung einer Kopie. Hierfür hatte die Witwe des Künstlers Lew Kerbel bereits ihre Einverständniserklärung gegeben.
Besonders im Fokus der Medien standen zur Eröffnung zwei Projekte. Einerseits war dies Mike Kelleys Petting Zoo (Streichelzoo). Nur unweit des Hauptbahnhofs setzte Kelley Tiere in eine Halle, die tatsächlich gestreichelt werden durften. Unter ihnen stand auch eine Salzsäule in Gestalt einer Frau (ein Verweis auf die Frau des Lot), an der die Tiere unentwegt leckten. Auf drei Leinwänden werden Felsformationen gezeigt, die nach Lots Frau benannt sind. Das andere sehr positiv aufgenommene Projekt ist Trickle down – Der öffentliche Raum im Zeitalter seiner Privatisierung von Andreas Siekmann. Dieser hat dreizehn Plastikfiguren, wie sie als „Stadtkunst“ und Marketing von vielen Städten aufgestellt werden, in eine Schrottpresse gesteckt und die daraus resultierende Plastikkugel zusammen mit der Presse vor dem Erbdrostenhof aufgestellt.
Thomas Schütte kehrte mit seinem Projekt auf den Harsewinkelplatz zurück, den seine Kirschensäule von 1987 ziert. Paweł Althamer ließ am südöstlichen Ende des Aasees einen vom See wegführenden Pfad anlegen, der nach knapp einem Kilometer plötzlich endet. Dort musste der Besucher entweder den Pfad zurückgehen oder sich durch ein Gerstenfeld schlagen.
Dominique Gonzalez-Foerster reproduzierte am Kanonengraben im Rahmen des Roman de Münster Skulpturen der vergangenen Ausstellungen im Maßstab 1:4 – aufgestellt und damit aus ihrer eigentlichen Umgebung herausgerissen, womit sie aber auch einen Überblick über 30 Jahre Skulptur Projekte schaffen konnte. Dieses beliebte Projekt sollte ebenfalls in Münster verbleiben, die Sparda-Bank Münster wollte es für über 100.000 Euro ankaufen und vor ihrem neuen Hauptgebäude im Zentrum Nord ausstellen. Der Gartenbereich eignete sich aber nicht für die Aufstellung.
Hans-Peter Feldmann ließ eine unterirdische öffentliche Toilettenanlage am Domplatz sanieren, um der dortigen „Kundschaft“ „ästhetische Negativerfahrungen zu ersparen“. Die Arbeit von Dora García ist eine bewegliche oder lebende Skulptur. Inspiriert durch die Randfigur in Brechts Dreigroschenoper (und deren Vorlage The Beggars Opera von John Gay) schuf sie die fiktionale Figur eines Bettlers, die jedoch von einem echten Menschen verkörpert wurde und im Stadtbild herumstreifte. Zunächst als geheimer Berichterstatter des Alltags entwickelte er sich langsam zu einem festen Bestandteil der Stadtgemeinschaft. Täglich wurden die Erlebnisse Filchs in einem Internet-Blog veröffentlicht.

#### Pressestimmen
Im Vorfeld der Ausstellung dominierte der Vergleich mit den anderen drei großen Ausstellungen. Besonders die Neue Osnabrücker Zeitung befragte in einer Serie Kunstexperten zum Verhältnis von documenta und Skulptur Projekte. Laut Focus schlug die „charmante westfälische Stadt“ die „überinszenierte Documenta in Kassel“. Laut FAZ ist „nicht alles gelungen bei dieser Skulpturenausstellung“, sie zeige aber „was Stadt auch noch sein kann: ein Ort für Erlebnisse, ein Wegenetz, das nicht nur dazu dient, aus dem Büro zum Einkaufen und dann nach Hause zu kommen“. Die taz beschrieb die Skulptur Projekte als weithin unbekannt: „Aber Münster? Das Städtchen hinter dem Teutoburger Wald gilt als konservativ-katholisch, und dass hier alle zehn Jahre eine zeitgenössische Ausstellung stattfindet, wissen trotz des hohen Renommees der Künstler und Kuratoren sicher die wenigsten.“

### Ausstellung 2017

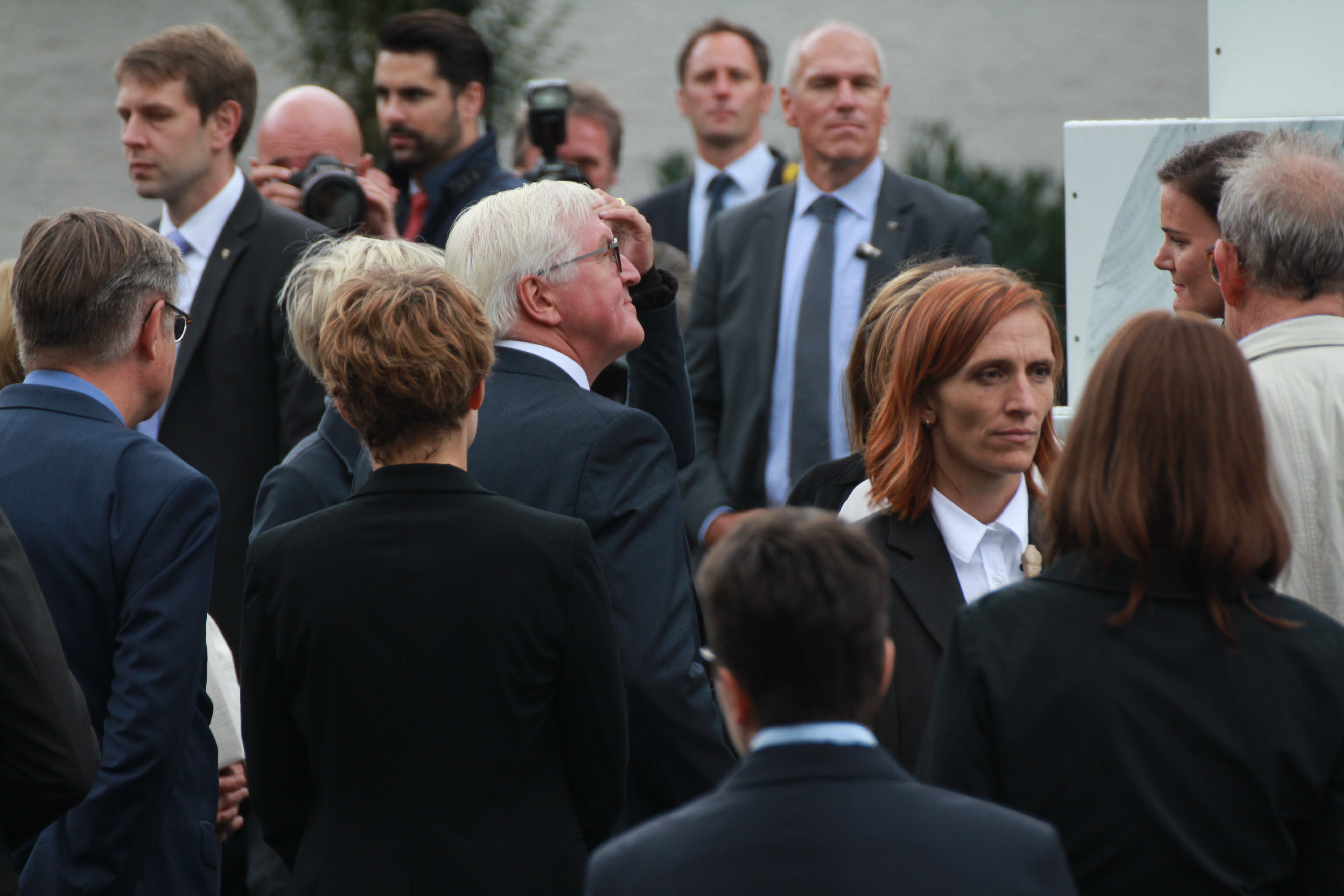
Am 31. August 2017 besuchte Bundespräsident Frank-Walter Steinmeier die Skulptur Projekte. Hier begutachtet er Sculpture von Peles Empire.

Die fünfte Ausstellung der Skulptur Projekte fand vom 10. Juni bis zum 1. Oktober 2017 statt. Der künstlerische Leiter war Kasper König. Unterstützt wurde er von den Kuratorinnen Britta Peters und Marianne Wagner. Die Projektleitung übernahm Imke Itzen.
Wie auch schon bei der Ausstellung zehn Jahre zuvor wurden sämtliche Objekte, die durch die Skulptur Projekte erworben wurden, begutachtet, gereinigt und wenn nötig restauriert.
Im Gegensatz zu den vorangegangenen Ausstellungen gab es diesmal einen „Satelliten“ oder auch The Hot Wire (dt.: „Der heiße Draht“). Dabei handelt es sich um ein Kooperationsprojekt zwischen den Skulptur Projekten und dem Skulpturenmuseum Glaskasten Marl. Dabei ging es um sogenannte Projektbausteine: Künstler, die in beiden Städten arbeiten, Skulpturentausch, eine Ausstellung von Modellen aus dem Archiv der Skulptur Projekte im Skulpturenmuseum Glaskasten Marl, eine Videoausstellung in der Schule an der Kampstraße in Marl und wechselseitige Besuche. Zu diesem Zweck pendelte während der Skulptur Projekte ein kostenfreier Shuttlebus von Münster nach Marl und wieder zurück. Für die Kooperation sollte das Projekt der Kirschensäule von Thomas Schütte in Marl aufgestellt werden, doch der Künstler weigerte sich und baute kurzerhand für die Satellitenstadt eine ähnliche Säule mit Melonen unter dem Namen Melonensäule.

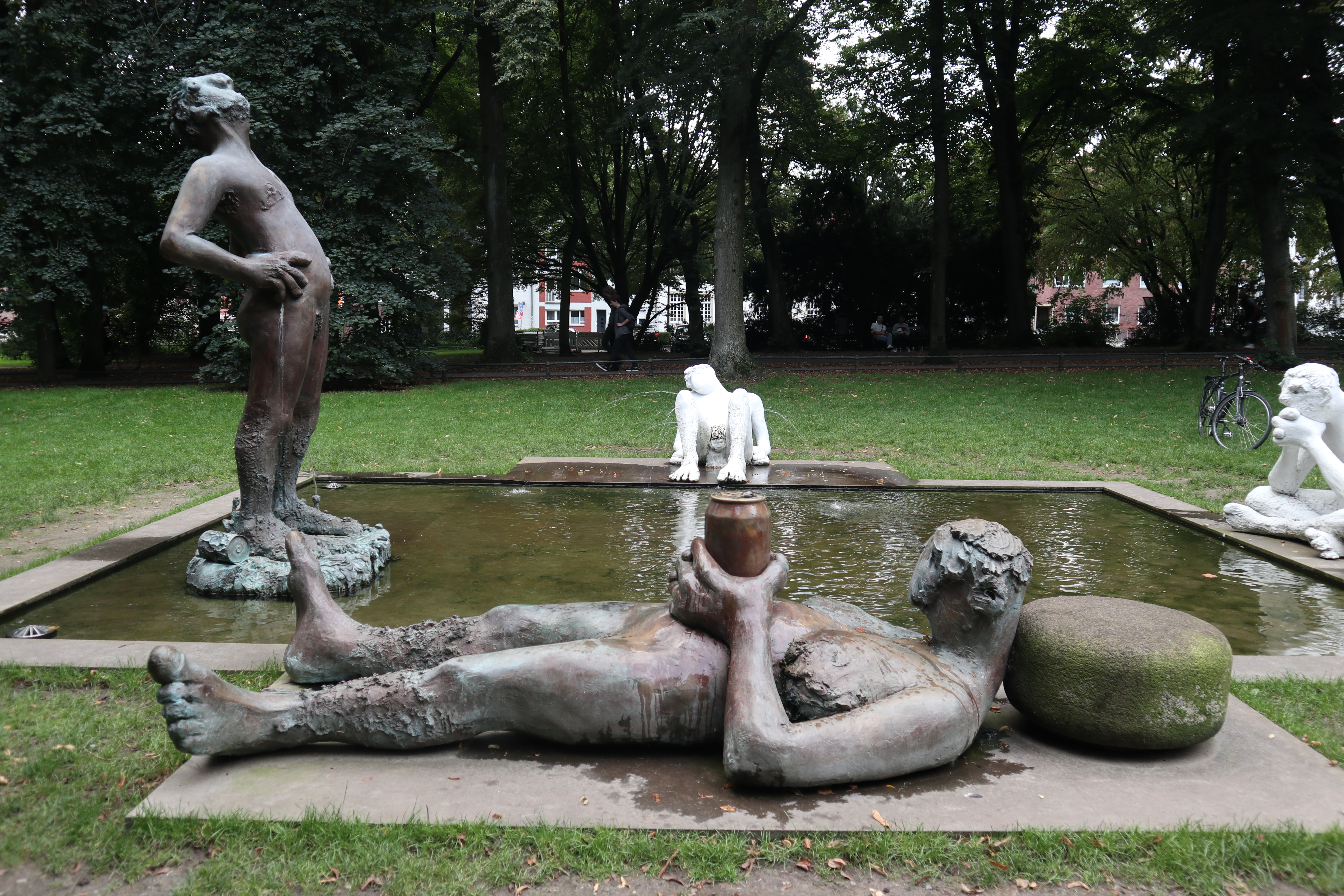
Sketch for a Fountain (Skizze für einen Brunnen) von Nicole Eisenman (Foto: 2023)

Am 27. Juli 2017 wurde die Skulptur Sketch for a fountain von Nicole Eisenman massiv beschädigt. Nach dem Ende der Ausstellung setzt sich die Bürgerinitiative Dein Brunnen für Münster für die Rückkehr der Skulptur nach Münster ein, welche schließlich im Juni 2020 vom Rat der Stadt beschlossen wurde. Die leicht veränderte Skulptur wurde am 2. Oktober 2021 der Öffentlichkeit übergeben.

#### Künstler
Die Künstler der Skulptur Projekte Münster 2017:
- Ei Arakawa (* 1977 Fukushima)
- Aram Bartholl (* 1972 Bremen)
- Nairy Baghramian (* 1971 Isfahan, Iran)
- Cosima von Bonin (* 1962 Mombasa, Kenia)
- Andreas Bunte (* 1970 Mettmann)
- Gerard Byrne (* 1969 Dublin)
- CAMP: Shaina Anand (* 1975 Mumbai, Indien) und Ashok Sukumaran (* 1974 Hokkaido, Japan)
- Michael Dean (* 1977 Newcastle Upon Tyne, England)
- Jeremy Deller (* 1966 London)
- Nicole Eisenman (* 1965 Verdun)
- Ayşe Erkmen (* 1949 Istanbul)
- Lara Favaretto (* 1973 Treviso)
- Hreinn Friðfinnsson (* 1943 Bær í Dölum, Island)
- Monika Gintersdorfer (* 1967 Lima, Peru) und Knut Klaßen (* 1967 Münster)
- Pierre Huyghe (* 1962 Paris)
- John Knight (* 1945 Los Angeles)
- Xavier Le Roy (* 1963 Juvisy sur Orge, Frankreich) mit Scarlet Yu (* 1978 Hong Kong)
- Justin Matherly (* 1972 New York)
- Sany (Samuel Nyholm) (* 1973 Lund, Schweden)
- Christian Odzuck (* 1978 Halle)
- Emeka Ogboh (* 1977 Enugu, Nigeria)
- Peles Empire: Barbara Wolff (* 1980 Făgăraș, Rumänien) und Katharina Stöver (* 1982 Gießen)
- Alexandra Pirici (* 1982 Bukarest)
- Mika Rottenberg (* 1976 Buenos Aires)
- Gregor Schneider (* 1969 Rheydt)
- Thomas Schütte (* 1954 Oldenburg)
- Nora Schultz (* 1975 Frankfurt/Main)
- Michael Smith (* 1951 Chicago)
- Hito Steyerl (* 1966 München)
- Koki Tanaka (* 1975 Tochigi)
- Oscar Tuazon (* 1975 Seattle)
- Joëlle Tuerlinckx (* 1958 Brüssel)
- Cerith Wyn Evans (* 1958 Llanelli, Wales)
- Hervé Youmbi (* 1973 Bangui, Zentralafrika)
- Bárbara Wagner & Benjamin de Burca: Bárbara Wagner (* 1980 Brasília) und Benjamin de Burca (* 1975 München)

#### Skulpturen
| Künstlername                                              | Projektname | Beschreibung | Material | Standort |
| --------------------------------------------------------- | --- | --- | --- | --- |
| Ei Arakawa                                                | Harsh Citation, Harsh Pastoral, Harsh Münster [Grobes Zitat, schroffe Pastorale, ruppiges Münster]                                                                     | Grobgerasterte LED-Panels, die Gemälde diverser Künstler referenzieren                                                                          | 7 LED-Streifen auf handgefärbtem Textil, LED-Transmitter, Netzteile, SD-Karten, Energieumwandler, Karton, Verstärker, Mediaplayer | Wiese vor Haus Kump Mecklenbecker Straße 252, 48163 Münster |
| Nairy Baghramian                                          | Beliebte Stellen / Privileged Points | | Lackierte Bronze, Metall, Zurrkette, Spindelspanner, Gummi | Vorplatz und Hinterhof des Erbdrostenhofs Salzstraße 38, 48143 Münster |
| Aram Bartholl                                             | 12 V | Thermoelektrische Apparatur, die mit Feuer erzeugte Hitze in elektrische Energie umwandelt                                                      | Router, Grill, Thermogenerator, Kabel, Elektronik, Software, Datenbank | Fernmeldeturm Spielplatz an der Mühlhäuser Straße, 48155 Münster |
| Aram Bartholl                                             | 5 V | Thermoelektrische Apparatur, die mit Feuer erzeugte Hitze in elektrische Energie umwandelt                                                      | Lagerfeuer, Holz, Stahl, Thermogenerator, Kabel, Elektronik | Wiese neben dem Theater im Pumpenhaus Gartenstraße 123, 48147 Münster |
| Aram Bartholl                                             | 3 V | Thermoelektrische Apparatur, die mit Feuer erzeugte Hitze in elektrische Energie umwandelt                                                      | Aluminium, Acrylglas, Thermogenerator, Elektronik, LEDs, Teelichter, Stahlkette | Unterführung am Schlossplatz Schlossplatz 46, 48143 Münster |
| Cosima von Bonin + Tom Burr                               | Benz Bonin Burr | | Tieflader, Holzkiste, Sicherungsseile | Vorplatz des LWL-Museums für Kunst und Kultur Rothenburg 30, 48143 Münster |
| Andreas Bunte                                             | Laboratory Life [Laborbedingungen] | | 16 mm Film, digitalisiert (Farbe, Ton), Dauer zwischen 2 und 3 Minuten, abrufbar über Poster mit QR-Codes | → H1, Schlossplatz 46, 48143 Münster → VHS Münster, Aegidiistraße 3, 48143 Münster → Stadthaus I, Klemensstraße 10, 48143 Münster |
| Gerard Byrne                                              | In Our Time [In unserer Zeit] | | Video, ohne spezifische Dauer | Stadtbücherei Alter Steinweg 11, 48143 Münster |
| CAMP Shaina Anand + Ashok Sukumaran                       | Matrix | | Schwarzes Kabel, Monitore, Schalter, Lautsprecher, benutzerdefinierte Elektronik | Theater Münster Neubrückenstraße 63, 48143 Münster |
| Michael Dean                                              | Tender Tender [Sei zärtlich, sei zärtlich] | | Folie, Beton, Sticker, Metall, Papier | Lichthof im Altbau des LWL-Museum für Kunst und Kultur und Außenbereich vor dem Altbau Domplatz 10, 48143 Münster |
| Jeremy Deller                                             | Speak to the Earth and It Will Tell You (2007–2017) [Sprich zur Erde, sie wird es dir sagen (2007–2017)]                                                               | | Holzregal mit Tagebüchern, 2007–2017 geführt, installiert und zugänglich gemacht in einem Gartenhaus | Kleingartenverein Mühlenfeld Lublinring, 48147 Münster |
| Nicole Eisenman                                           | Sketch for a Fountain [Skizze für einen Brunnen] | | Bronze, Gips, Wasserbecken | Wiese neben der Promenade Am Kreuztor / Promenade, 48143 Münster |
| Ayşe Erkmen                                               | On Water [Auf dem Wasser] | Ein quer über das Hafenbecken knapp unter der Wasseroberfläche installierter Steg, der es den Besuchern ermöglicht, „auf dem Wasser zu wandeln“ | Seefracht-Container, Stahlträger, Gitterroste | Stadthafen 1 → Nordseite: Hafenweg 24 → Südseite: Am Mittelhafen 20, 48155 Münster |
| Lara Favaretto                                            | Momentary Monument – The Stone | | Tittlinger Grobkorn (Granit) | → Nordöstliche Wiese zwischen Ludgeriplatz und Promenade (hinter den Bushaltestellen), 48151 Münster → Zweiter Teil der Arbeit in Marl auf dem Rathausvorplatz Creiler Platz 1, 45768 Marl |
| Hreinn Friðfinnsson                                       | fourth house of the house project since 1974 [Viertes Haus der house-Serie seit 1974]                                                                                  | | Edelstahl, poliert | Lichtung im Sternbuschpark Sternbusch 24, 48153 Münster |
| Gintersdorfer / Klaßen Monika Gintersdorfer + Knut Klaßen | Erniedrigung ist nicht das Ende der Welt | | | Theater im Pumpenhaus Gartenstraße 123, 48147 Münster |
| Pierre Huyghe                                             | After ALife Ahead [Nach einem K-Leben vor dem, was kommt] | | Betonboden der Eishalle, Logikspiel, Ammoniak, Sand, Ton, phreatisches Wasser, Bakterien, Algen, Bienen, Pfaue, Aquarium, schwarzes schaltbares Glas, Weberkegel (Conus Textile), GloFish, Inkubator, menschliche Krebszellen, genetischer Algorithmus, Augmented Reality, automatisierte Deckenstruktur, Regen                      | Ehemalige Eissporthalle an der Steinfurterstraße 113 – 115, 48149 Münster |
| John Knight                                               | John Knight, A Work in situ [John Knight, eine Arbeit in situ] | | Carbonfaser-verstärkter Kunststoff | Fassade Neubau LWL-Museum für Kunst und Kultur Domplatz 10, 48143 Münster |
| Justin Matherly                                           | Nietzsche’s Rock [Nietzsche Felsen] | | Beton, Glasfaser, medizinische Gehhilfen, Holz, Metall | Wiese an der Promenade Ecke Von Vincke-Straße / Salzstraße, 48143 Münster |
| Christian Odzuck                                          | OFF OFD | | Beton, Stahl, Holz, Spolien | Andreas-Hofer-Straße 50, 48145 Münster |
| Emeka Ogboh                                               | Passage through Moondog / Quiet Storm [Passage zu Moondog / Ruhiger Sturm]                                                                                             | | Soundinstallation (Soundscapes, Couplets von Moondog, Trimbaspiel [ein von Moondog erfundenes Schlaginstrument], 16 Lautsprecher) | Hamburger Tunnel Münster Hauptbahnhof, 48143 Münster |
| Peles Empire Katharina Stöver + Barbara Wolff             | Sculpture [Skulptur] | | Dibond, Keramikfliesen, verzinkter Stahl und Jesmonite (Gips-Acrylharz) | Parkplatz des Oberverwaltungsgerichts Ecke Aegidiistraße / Aegidiikirchplatz, 48143 Münster |
| Alexandra Pirici                                          | Leaking Territories [Undichte Territorien] | | | Friedenssaal im Historischen Rathaus Münster Prinzipalmarkt 10, 48143 Münster |
| Mika Rottenberg                                           | Cosmic Generator | | Asialaden, Video (ca. 20 Min.), Kunststoffobjekte, Straßenschild | Gartenstraße 29, 48147 Münster |
| Xavier Le Roy mit/with Scarlet Yu                         | Still Untitled | | | Zu jeder Zeit, an jedem Ort |
| Sany (Samuel Nyholm)                                      | Marginal Frieze | | Fallande ting-Serie und Filmtrailer sowie Zeichnungen für Banner, Tragebeutel, Flyer, Aufkleber und Merchandise | Untitled (Estrid) 333 × 340 cm Schlossplatz 34, 48143 Münster Untitled (Grazyna) 170 × 370 cm Hüfferstraße 20, 48149 Münster Untitled (Apisina) 117 × 247 cm Bispinghof 20, 48143 Münster Untitled (Yggdrasil) 370 × 340 cm Kampstraße 8–10, 45768 Marl Untitled (Norns) 280 × 235 cm Kampstraße 8–10, 45768 Marl |
| Gregor Schneider                                          | N. Schmidt Pferdegasse 19 48143 Münster Deutschland | | Rheydt 2017, freistehende Räume in Räumen, Tischlerplatten und Sperrholzplatten auf Holzkonstruktionen, 16 Türen, 6 Fenster, 10 Leuchten, 8 Heizkörper, 2 Duschen, 2 Toiletten, 2 Waschbecken, weiteres Inventar, graue und weiße Bodenfliesen, brauner und grauer Teppich, weiße und beige Wände und Tapete, nicht sichtbare Aktion | LWL-Museum für Kunst und Kultur Domplatz 10, 48143 Münster Zugang über Pferdegasse 19 |
| Nora Schultz                                              | Pointing their fingers at an unidentified event out of frame [Deuten mit ihren Fingern auf ein unbekanntes Ereignis außerhalb des Rahmens]                             | | Folie, Teppich, 2-Kanal-Videoinstallation mit Ton, Störung in der Anzeigentafel | Foyer des LWL-Museum für Kunst und Kultur Domplatz 10, 48143 Münster |
| Thomas Schütte                                            | Nuclear Temple | | Hohlform, 8 mm Stahlblech, Lasercut, geschweißt | Altes Zoogelände, hinter der Musikschule Himmelreichallee 50, 48149 Münster (Zugang über Promenade) |
| Michael Smith                                             | Not Quite Under_Ground | | Installation, verschiedene Medien und Aktivitäten | Tätowierstudio Hansaring 38, 48155 Münster |
| Hito Steyerl                                              | HellYeahWeFuckDie | | 3-Kanal-Videoinstallation, Environment, 4 Min., HD Video (2016) | LBS West Himmelreichallee 40, 48149 Münster Zugang via Promenade, Foyer A |
| Koki Tanaka                                               | Provisional Studies: Workshop #7 How to Live Together and Sharing the Unknown [Provisorische Studien: Workshop #7 Wie zusammen leben und das Unbekannte teilen]        | | Aktion und Workshops, Installation der Videodokumentation in vier Räumen | Johannisstraße 18/20, 48143 Münster Zugang über den Durchgang zwischen Johannisstraße 18/20 und 21, gegenüber dem Aegidiimarkt |
| Oscar Tuazon                                              | Burn the Formwork [Verbrennt die Verschalung] | | Beton, Holz, Feuer | Wiese zwischen Hafengrenzweg / Albersloher Weg, 48155 Münster |
| Joëlle Tuerlinckx                                         | Le Tag / 200 m | | Kreidespray | Skulpturenpark Marl Alter Friedhof Brassert, 45768 Marl |
| Wagner / De Burca                                         | Bye Bye Deutschland! Eine Lebensmelodie | | 1-Kanal-Videoinstallation, 20 Min. | Elephant Lounge Roggenmarkt 15, 48153 Münster |
| Cerith Wyn Evans                                          | A Modified Threshold … (for Münster) Existing church bells made to ring at a (slightly) higher pitch [Kirchenglocken, leicht verändert, in höherer Tonlage erklingend] | | Kirche St. Stephanus, Kühlgerät | Kirche St. Stephanus Stephanuskirchplatz 4, 48151 Münster |
| Hervé Youmbi                                              | Les masques célestes [Himmlische Masken] | Voodoo-ähnliche Masken, die in den Bäumen über dem alten Friedhof aufgehängt sind                                                               | Holz, Glasperlen, Holzleim, Baumwollfäden, Silikon | Überwasserfriedhof Wilhelmstraße / Schlosspark, 48149 Münster |

## Skulptur-Biennale Münsterland
In den Jahren 1999 bis 2005 fand in den Kreisen des Münsterlands im Abstand von jeweils zwei Jahren die Skulptur Biennale Münsterland statt. Diese Veranstaltungen sahen sich in inhaltlicher Anlehnung an die Skulptur Projekte und sollte die aktuellen Tendenzen der zeitgenössischen Kunst mit den Besonderheiten der Region verbinden.

## Filme und Fotografien
- Skulptur Projekte Münster 2017. Ein Film von Alina Schmuch und Jan Kiesswetter, hg. vom LWL-Medienzentrum für Westfalen (deutsch-englisch), ca. 52 min
- „skulptur projekte münster 07 - Die Filmdokumentation“ – Dokumentation des LWL Medienzentrum für Westfalen (auf Deutsch und Englisch), Deutschland 2007, ca. 60 Min. + Bonusmaterial ca. 100 Min.
- Fotoarchiv der Skulptur Projekte 1997 und 2007 – www.artdoc.de. (Der Fotograf Roman Mensing hat die Ausstellungen seit 1997 im Auftrag der Veranstalter für die Kataloge, Ausstellungsführer und weitere Publikationen dokumentiert.)
- LWL-Museum für Kunst und Kultur – Skulptur Projekte Münster (= Museums-Check. Folge 45). Reportage, 30 Min., Moderation: Markus Brock, Produktion: 3sat. Erstausstrahlung: 18. Juni 2017.[23]